# 맥도날드
맥도날드 코퍼레이션(McDonald's Corporation)은 맥도날드(McDonald's)라는 이름으로도 알려진 미국의 다국적 패스트푸드 체인이다. 2024년 기준으로 점포 수 기준으로는 중국 체인인 미쉐에 이어 세계에서 두 번째로 크다.
리처드와 모리스 맥도널드 형제는 1940년 샌버너디노에서 햄버거 매장으로 맥도날드를 설립하고, 곧 프랜차이즈를 시작했다. 1953년에는 골든 아치 로고가 도입되었다. 1955년, 사업가 레이 크로크는 맥도날드에 프랜차이즈 대리인으로 합류하여 1961년에 회사를 인수했다. 그 이후 맥도날드는 국제적으로 확장되었다. 오늘날 맥도날드는 전 세계적으로 5만 개 이상의 음식점을 운영하고 있으며, 그중 약 4분의 1은 미국에 있다.
음식 판매 외에도 맥도날드는 음식점 건물의 70%와 부지(프랜차이즈 가맹점에 임대)의 45%를 소유하여 수입을 창출한다. 2018년 맥도날드는 월마트에 이어 170만 명의 직원을 보유한 세계에서 두 번째로 큰 민간 고용주였다. 대부분의 직원은 음식점의 프랜차이즈 가맹점에서 일한다.
맥도날드의 베스트셀러 라이선스 품목은 감자튀김과 빅맥 햄버거이며, 다른 음식으로는 치즈버거, 닭고기, 생선, 과일, 샐러드 등이 있다. 맥도날드는 식품 영양, 동물 복지, 낮은 직원 임금 등으로 비판을 받아왔다.

## 역사

### 기원

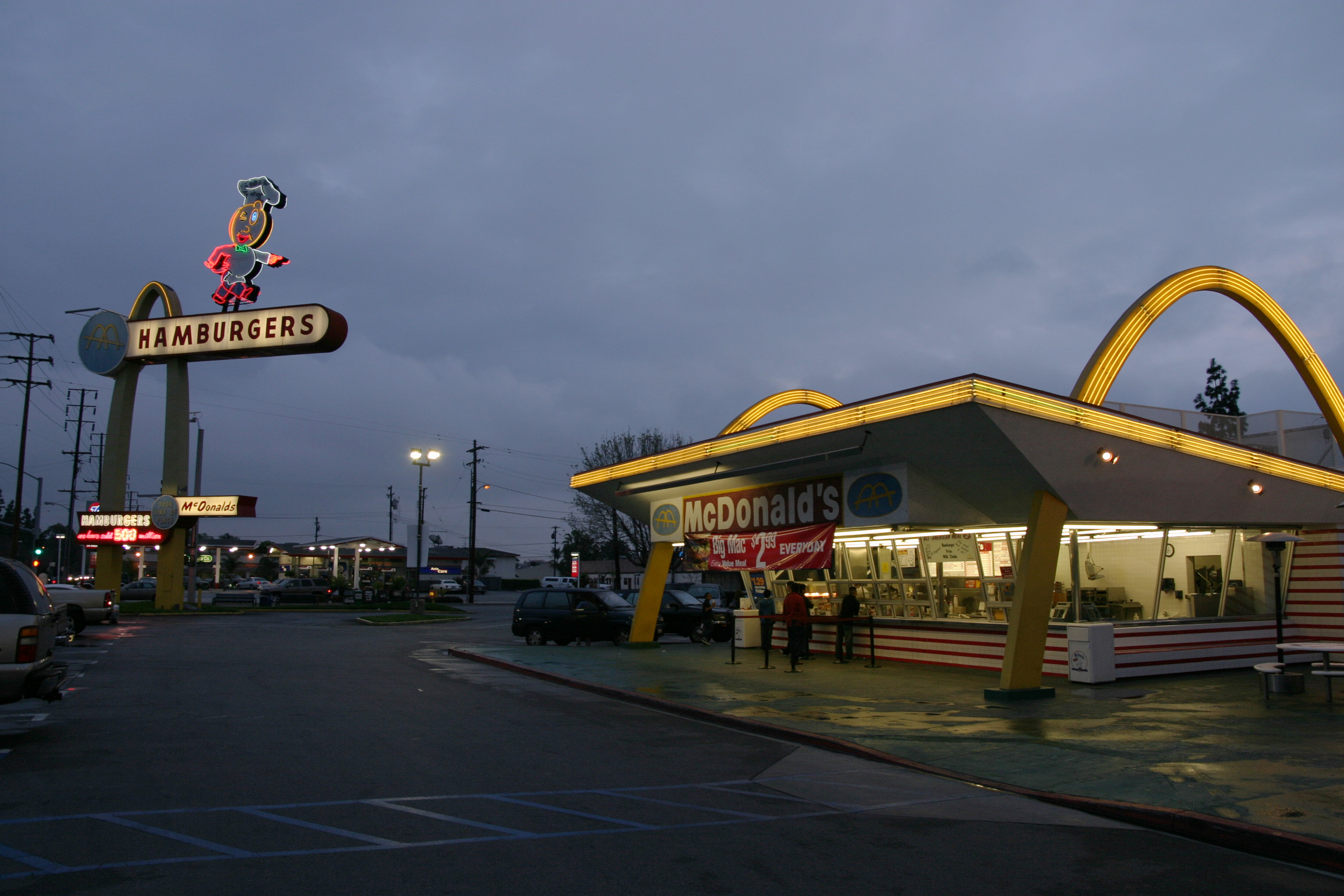
가장 오래된 맥도날드 음식점은 1953년에 세워진 세 번째 음식점이다. 이 음식점은 다우니의 레이크우드 대로 10207번지 플로렌스 애비뉴에 위치해 있다.

리처드와 모리스 맥도널드 형제는 50세가 되기 전에 100만 달러를 버는 것을 목표로, 1940년 5월 15일 샌버너디노 웨스트 14번가 노스 E 스트리트 1398번지에 첫 번째 맥도날드를 열었다.

#### 스피디 서비스 시스템
맥도날드 형제는 1948년에 "스피디 서비스 시스템"을 도입하여, 20여 년 전에 선행자인 화이트 캐슬이 실행했던 현대 패스트 푸드 음식점의 원칙을 확장하여 사용했다. 형제들은 스피디 서비스 시스템을 만들면서 20명의 카르홉을 해고하고, 은그릇과 접시를 종이 포장지와 컵으로 대체하여 더 이상 식기세척기가 필요 없게 했으며, 메뉴를 햄버거, 치즈버거, 세 가지 맛의 12온스 크기 청량음료, 우유, 커피, 감자칩 및 파이의 9가지 품목으로 간소화했다. 리처드 맥도널드는 나중에 "우리의 전체 개념은 속도, 저렴한 가격, 그리고 대량 생산에 기반을 두었다"고 말했다.

#### 마스코트
맥도날드의 원래 마스코트는 "스피디"라고 불리는 햄버거 머리 요리사였다. 1962년에 골든 아치가 스피디를 대체하는 전 세계 마스코트가 되었다. 광대 마스코트 로널드 맥도날드는 1963년에 어린이들에게 체인을 홍보하기 위해 도입되었다.

### 레이 크로크
현재의 기업은 1955년 4월 15일 레이 크로크가 프랜차이즈 사업가로 시작한 것을 설립 시점으로 본다. 이 지점은 맥도날드의 아홉 번째 음식점이었지만, 산이시드로 맥도날드 학살 사건 이후 1984년에 철거되었다. 크로크는 맥도날드 형제를 사업에서 몰아내는 공격적인 사업 파트너로 기록되었다.
크로크와 맥도날드 형제는 크로크의 자서전에 기록된 대로 사업 통제를 두고 다투었다. 1961년, 그는 회사에서 맥도날드 형제의 지분을 매입하고 회사의 전 세계 확장을 시작했다. 이 판매로 크로크는 270만 달러(현재 가치로 $23,382,962 상당)를 지불했다. 샌버너디노 음식점은 결국 1971년에 철거되었고, 1998년에 후안 폴로 체인에 매각되었다. 이 지역은 후안 폴로 체인의 본부이자 맥도날드 및 66번 국도 박물관으로 사용된다. 맥도날드가 많은 국제 시장으로 확장하면서, 회사는 세계화와 미국인의 삶의 방식의 확산의 상징이 되었다.

### 변화
1994년, 맥도날드는 자체 소유한 1,400개 지점에서 흡연을 금지했다.

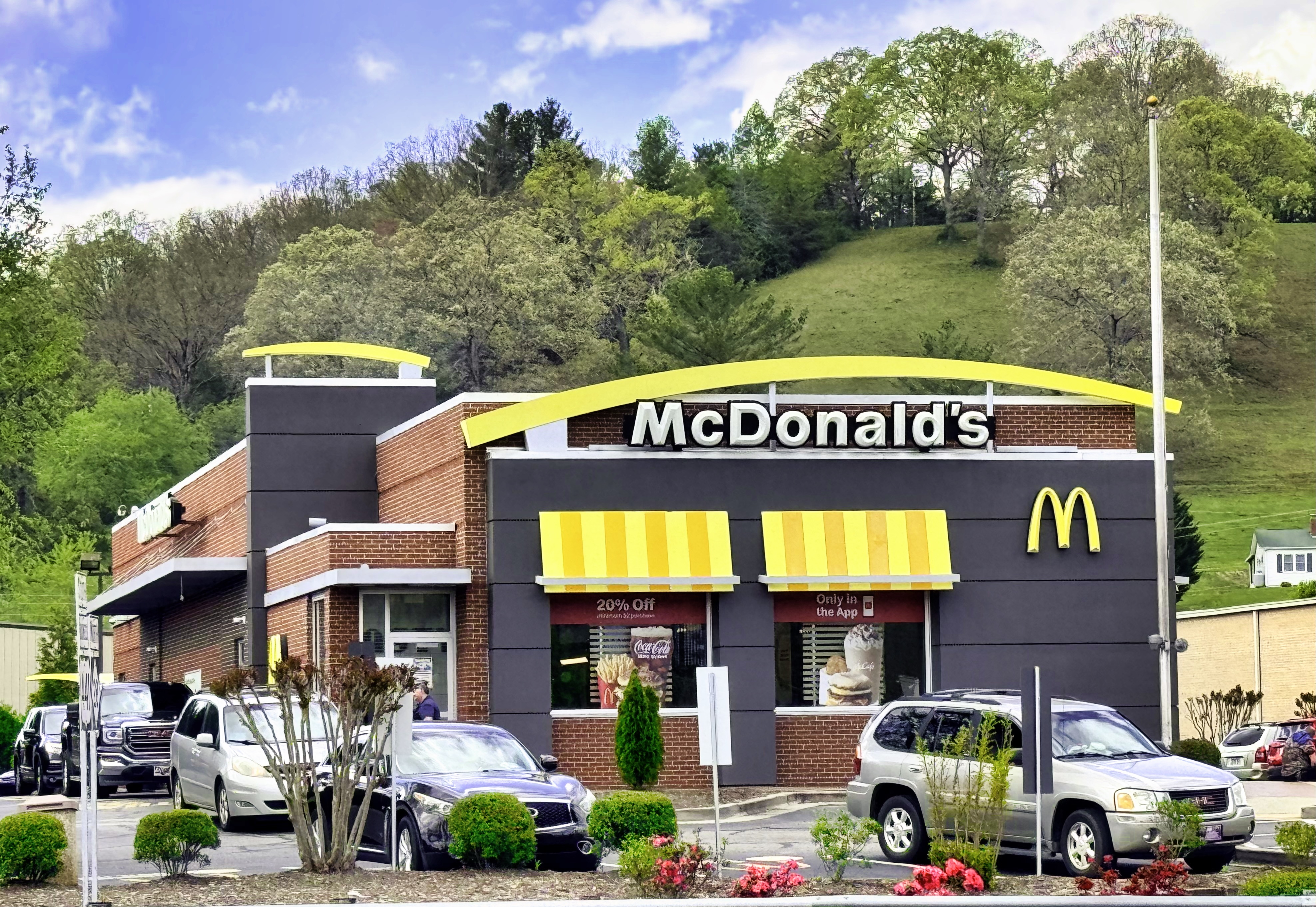
프랭클린 (노스캐롤라이나주)에 있는 현대식 맥도날드 음식점, 2024년. 이것은 미국 맥도날드 음식점의 "새로운" 모습의 한 예이다.

2006년, 맥도날드는 모든 음식점을 재디자인하여 "포에버 영(Forever Young)" 브랜드를 도입했다. 음식점은 테라코타, 회색, 올리브색이 주를 이루는 카페 분위기의 공간으로 바뀌었다. 재디자인된 음식점은 주로 목재 가구로 꾸며졌다. 한 맥도날드 프랜차이즈 가맹점주는 새로운 모습을 "친근하고, 상냥하고, 매력적이다"라고 묘사했다.
코로나19 범유행의 결과로, 맥도날드는 미국 내 음식점의 대부분 좌석과 모든 놀이 공간을 폐쇄했다. 드라이브스루와 커브사이드 주문, 그리고 온라인 음식 주문 배달 서비스로 전환했다.

## 제품

### 메뉴

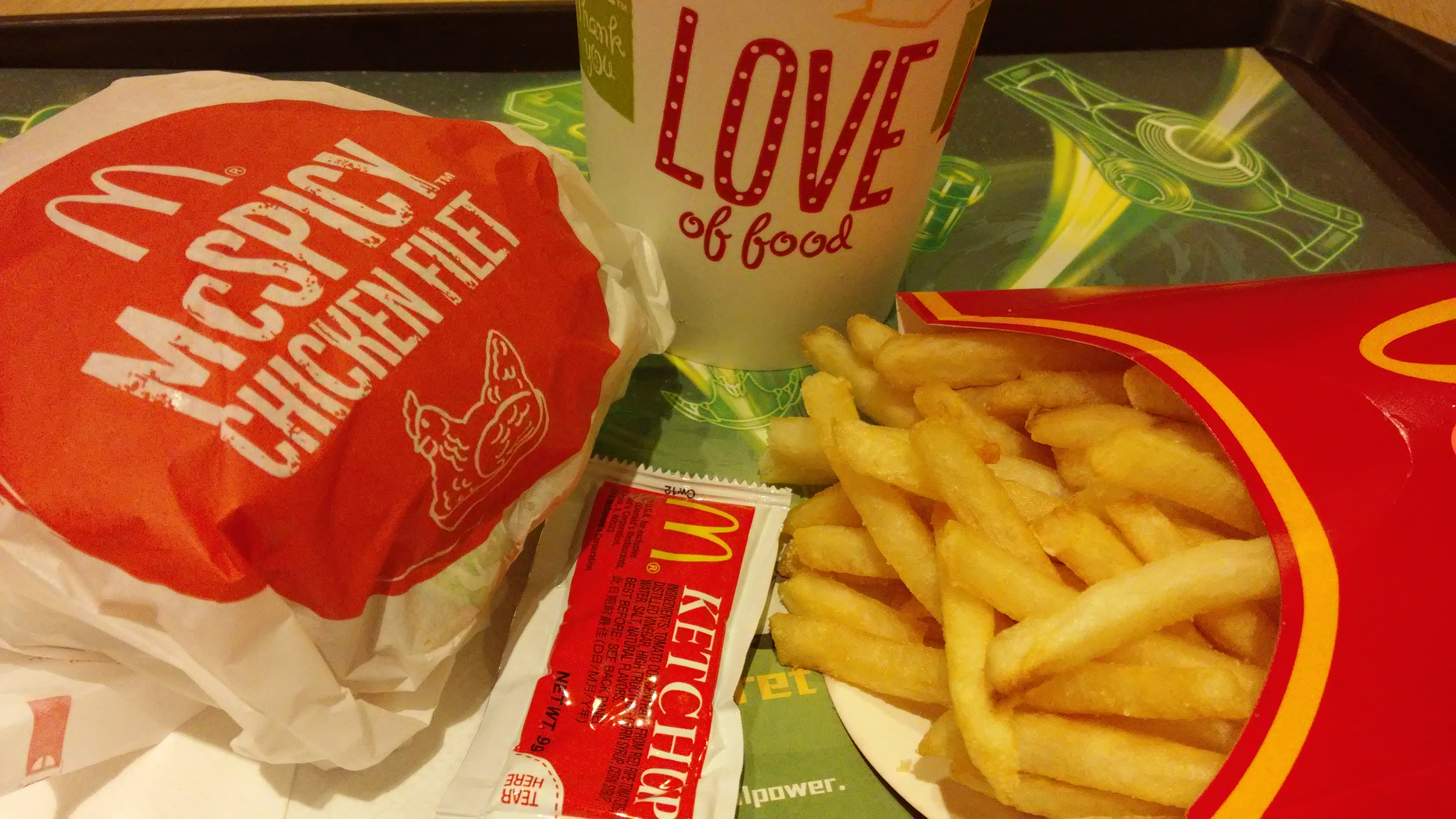
감자튀김, 음료, 맥스파이시 치킨 필레, 그리고 토마토 케첩 봉지

맥도날드는 주로 햄버거류, 다양한 종류의 닭고기, 닭고기 샌드위치, 감자튀김, 청량음료, 밀크셰이크, 아침 식사 메뉴, 그리고 디저트를 판매한다. 대부분의 시장에서 맥도날드는 샐러드와 채식 메뉴, 랩 및 기타 현지화된 메뉴를 제공한다. 계절 메뉴로 맥립 샌드위치를 판매한다. 매년 3월에는 성 파트리치오 축일을 기념하여 샴록 셰이크를 판매한다. 회사는 종종 일시적으로 메뉴를 도입하거나 오랜 공백 후에 다시 선보인다.
또한, 이 체인은 미국 내에서 지역별로 일부 품목을 판매하기도 한다. 예를 들어, 뉴멕시코산 녹색 고추가 들어간 해치 그린 칠리 더블 치즈버거는 남서부 뉴멕시코주에서만 판매된다.
2021년, 회사는 고가 품목에 집중하기 위해 메뉴에서 가치 식사와 저가 품목을 제외했다.

### 맥밸류 밀 딜
2024년에 출시된 4가지 품목으로 구성된 맥밸류 밀은 맥밸류 메뉴에 포함되며 5달러에 판매된다. 이 메뉴는 맥밸류 메뉴에서 예산 친화적인 식사로 고안되었다.

### 건강 개선
2015년 스티브 이스터브룩이 CEO가 되면서 맥도날드는 미국에서 거의 200개에 달하는 메뉴를 간소화했다. 회사는 더 건강한 선택지를 도입하고 액상과당을 햄버거 번에서 제거했다. 회사는 치킨 맥너겟에서 인공 보존제를 제거하고, 치킨 맥너겟에 들어있던 닭껍질, 잇꽃 기름, 구연산을 완두콩 전분, 쌀 전분, 레몬 주스 가루로 대체했다.
2018년 9월, 맥도날드 미국 법인은 햄버거, 치즈버거, 더블 치즈버거, 맥더블, 쿼터파운더 치즈, 더블 쿼터파운더 치즈, 빅맥을 포함한 미국에서 판매되는 7가지 클래식 버거에서 인공 보존제, 향료 및 색소를 완전히 제거했다고 발표했다. 그러나 피클에는 여전히 인공 보존제가 사용되지만, 고객은 버거에 피클을 추가하지 않을 수 있다.

### 맥플랜트
2020년 11월, 맥도날드는 식물성 버거인 맥플랜트(McPlant)를 발표하고, 닭고기 대체품 및 아침 식사 샌드위치로 확장되는 추가적인 육류 대체 메뉴 품목 개발 계획을 밝혔다. 이 발표는 비욘드 미트 식물성 고기 대체품의 성공적인 테스트 이후에 나왔다.
2022년 말, 맥도날드는 맥플랜트의 성공에 힘입어 1월 4일부터 영국과 아일랜드의 모든 음식점에 더블 맥플랜트를 추가한다고 발표했다. 2024년에는 영국 일부 맥도날드 지점에서 초코 스쿱과 스트로베리 스쿱이라는 비건 아이스크림을 시험 판매하며 긍정적인 평가를 받았다.

### 국제 메뉴 변형

#### 아시아
맥도날드 메뉴는 각 나라의 소비자 취향을 반영하여 맞춤형으로 제공된다. 특히 아시아 여러 나라의 음식점에서는 국을 제공한다. 표준 메뉴에서 벗어난 이러한 지역적 특징은 체인이 특히 잘 알려진 특징 중 하나이며, 이는 지역 식품 금기 (예: 인도에서 소고기 섭취의 종교적 금지)를 준수하거나 지역 시장에 더 친숙한 음식 (예: 인도네시아의 맥라이스 판매, 싱가포르 및 일본의 에비 버거(새우 버거))을 제공하기 위해 채택된다. 중국의 맥도날드 음식점은 아침 식사 메뉴에 튀김빵과 두유를 포함한다.
맥도날드는 2024년 9월 4일 인도의 중앙 식품 기술 연구소와의 협력을 통해 수수 기반의 빵을 출시했다. 주요 수수 (옥수수, 수수, 조) 세 가지와 보조 수수 (기장, 검은 조) 두 가지가 사용되어 빵의 22%를 구성한다. 이는 더 많은 칼슘, 철, 단백질을 제공하며, 포만감을 더 빨리 느끼게 하는 소량의 복합 탄수화물도 포함한다.

#### 유럽 및 뉴질랜드

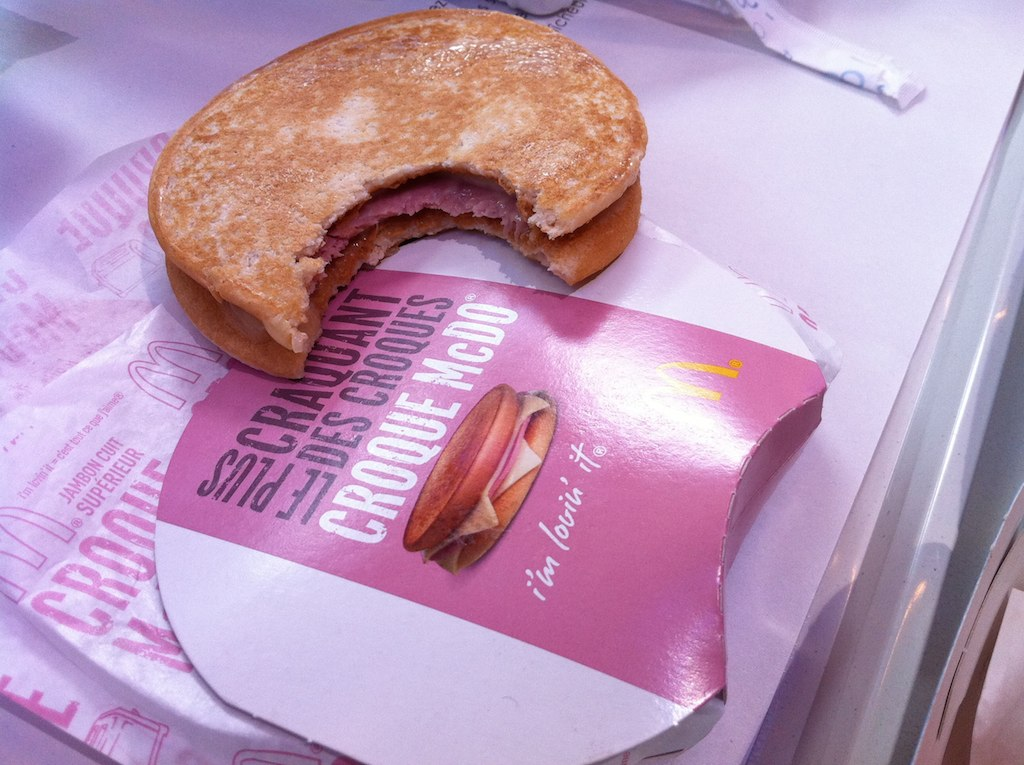
프랑스의 크로크 맥도

프랑스에서는 맥도날드를 맥도(McDo)라고 부른다. 그들은 마카롱, 크로크 맥도, 크루아상, 팽 오 쇼콜라, 그리고 맥주를 판매한다. 독일과 일부 다른 서유럽 국가에서도 맥도날드는 맥주를 판매한다. 뉴질랜드에서는 2020년까지 맥도날드가 1996년에 인수한 현지 계열사 맥도날드 뉴질랜드가 미트 파이 패스트푸드 체인인 조지 파이를 부분적으로 재출시한 후 미트 파이를 판매했다. 그리스에서는 대표 햄버거인 빅맥을 짜치키 소스를 추가하고 피타 빵으로 포장하여 변형한다.

#### 북아메리카
미국과 캐나다에서 맥도날드는 2015년과 2017년에 각각 지역별 제한 시범 운영 후, 영업시간 내내 부분적인 아침 식사 메뉴를 제공하기 시작했다. 온종일 아침 식사는 코로나19 범유행이 시작된 2020년에 메뉴에서 단계적으로 제외되었다.

## 맥도날드 지점 유형 및 맥도날드 보조금

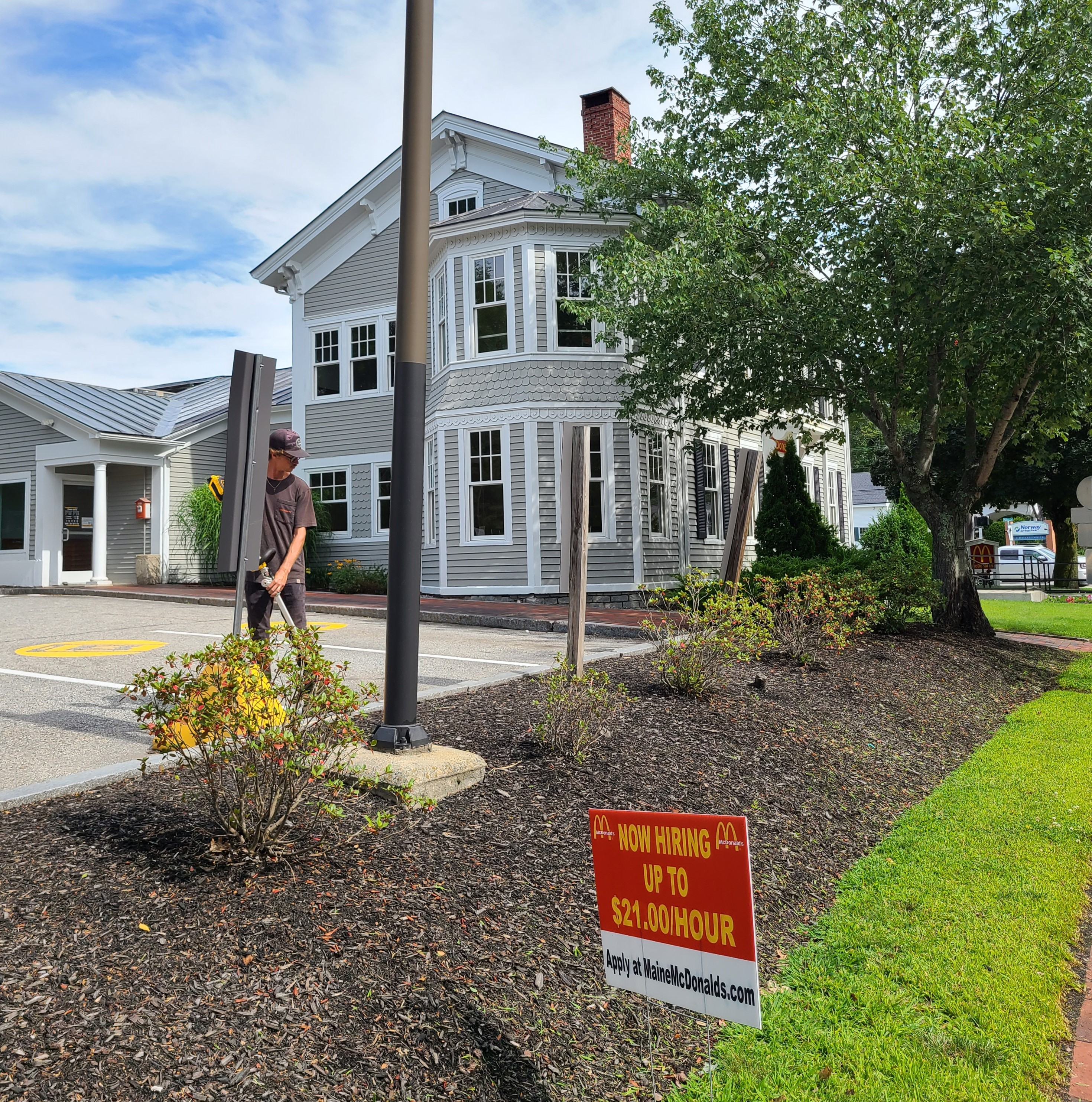
프리포트 (메인주)에 위치한 맥도날드는 기존 주택의 외관을 유지해야 했다.

미국에서는 대부분의 독립형 맥도날드 음식점이 카운터 서비스와 드라이브스루 서비스를 모두 제공하며, 실내 및 때로는 야외 좌석도 갖추고 있다.
1994년, 맥도날드는 가정식 테이크아웃 식사를 전문으로 하는 시제품인 하스 익스프레스(Hearth Express)를 시도했다. 제공되는 음식으로는 미트로프, 프라이드 치킨, 구운 햄 등이 있었다. 이 실험은 다리엔의 단일 지점에서 시작되었지만 1년 후에 문을 닫았다.

### 맥드라이브
드라이브스루(Drive-Thru), 오토맥(Auto-Mac), 페이앤드드라이브(Pay and Drive) 또는 여러 국가에서 "맥드라이브(McDrive)"로 알려진 이 서비스는 고객이 차량에 머무른 채로 주문, 결제, 수령을 위한 별도의 스테이션을 갖추고 있다. 이는 1975년 시에라비스타에서 다른 패스트푸드 체인의 선례를 따라 처음 도입되었다. 영국 최초의 이러한 음식점은 1986년 맨체스터 팰로필드에 문을 열었다. 일부 국가에서는 공도 근처의 맥드라이브 지점이 카운터 서비스나 좌석을 제공하지 않는다. 반면, 고밀도 도심 지역의 지점은 종종 드라이브스루 서비스를 생략한다. 또한, 주로 도심 지역에는 드라이브스루 대신 "워크스루" 서비스를 제공하는 몇몇 지점도 있다.

### 맥카페
맥카페는 맥도날드 음식점에 딸린 카페 스타일이다. 이 개념은 1993년 멜버른에서 시작된 맥도날드 호주 법인에 의해 만들어졌다. 맥도날드는 2023년에 애플 프릿터, 블루베리 머핀, 시나몬 롤 등 세 가지 베이커리 품목 판매를 중단했다.

### 맥도날드 넥스트
맥도날드 넥스트는 개방형 디자인을 사용하며 "나만의 맛 만들기" 디지털 주문을 제공한다. 또한 무료 모바일 기기 충전과 오후 6시 이후 테이블 서비스를 제공한다. 첫 번째 매장은 2015년 12월 홍콩에서 문을 열었다. 건물은 화려하지 않고, 콘크리트와 무광 오크와 같은 자연스러운 색상을 더 많이 사용한다.

### 플레이플레이스

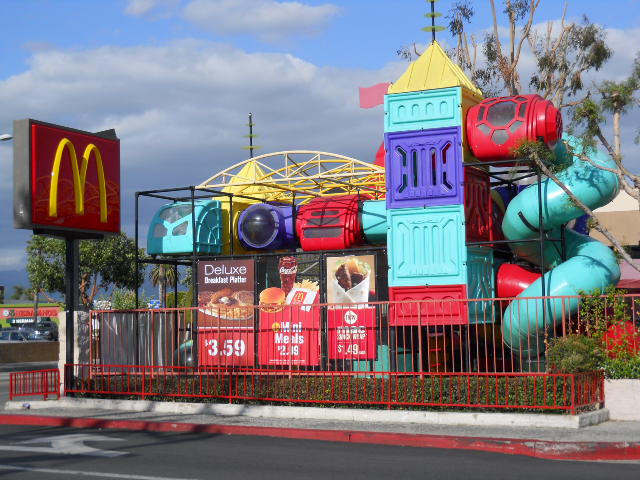
파노라마시티에 있는 맥도날드. 가족 친화적인 이미지를 홍보하기 위해 디자인된 플레이플레이스가 눈에 띈다.

맥도날드 놀이터는 예전에는 플레이랜드라고 불리며 외부에 있었다. 놀이터가 위험하다는 우려가 제기된 후, 맥도날드는 놀이터를 실내로 옮기고 금속 대신 플라스틱과 같은 더 부드러운 재료로 만들기 시작했다. 1987년에 이름을 플레이플레이스로 변경했다.

### 맥익스프레스와 맥스톱
일부 지점은 주유소 및 편의점과 연결되어 있으며, 맥익스프레스(McExpress)라고 불리는 다른 지점은 좌석이나 메뉴가 제한적이거나 쇼핑몰 내에 위치할 수 있다. 또 다른 맥도날드 지점은 월마트 매장 안에 있다. 맥스톱(McStop)은 트럭 휴게소에서 찾을 수 있는 서비스를 제공하는 트럭 운전사와 여행자를 대상으로 하는 지점이다.

### 코스맥스
2023년 7월, 회사는 10개 지점에서 시범 운영할 새로운 패스트푸드 브랜드인 코스맥스(CosMc's)를 개발 중이라고 발표했다. 첫 번째 지점은 2023년 12월 볼링브룩에 문을 열었다. 이 매장은 일반 맥도날드 음식점보다 부동산 면적이 작았고, 오후 고객에게 커피와 다른 음료를 판매하는 데 중점을 두었다.
새 브랜드 이름은 1980년대 후반과 1990년대 초반 광고에 등장했던 맥도날드랜드의 마스코트 코스맥(CosMc)에서 따왔다.
결국 텍사스에 4개의 지점이 추가로 개장되었지만, 맥도날드는 2025년 5월에 모든 지점을 폐쇄하고 관련 앱을 그 해 6월 말까지 제거할 것이라고 발표했다. 일부 코스맥스 음료 맛은 다른 미국 맥도날드 지점에서 테스트될 예정이다.

## 기업 개요

### 통계

워드마크가 있는 빨간색 배경의 기업 로고, 1990년대와 2000년대에 사용됨

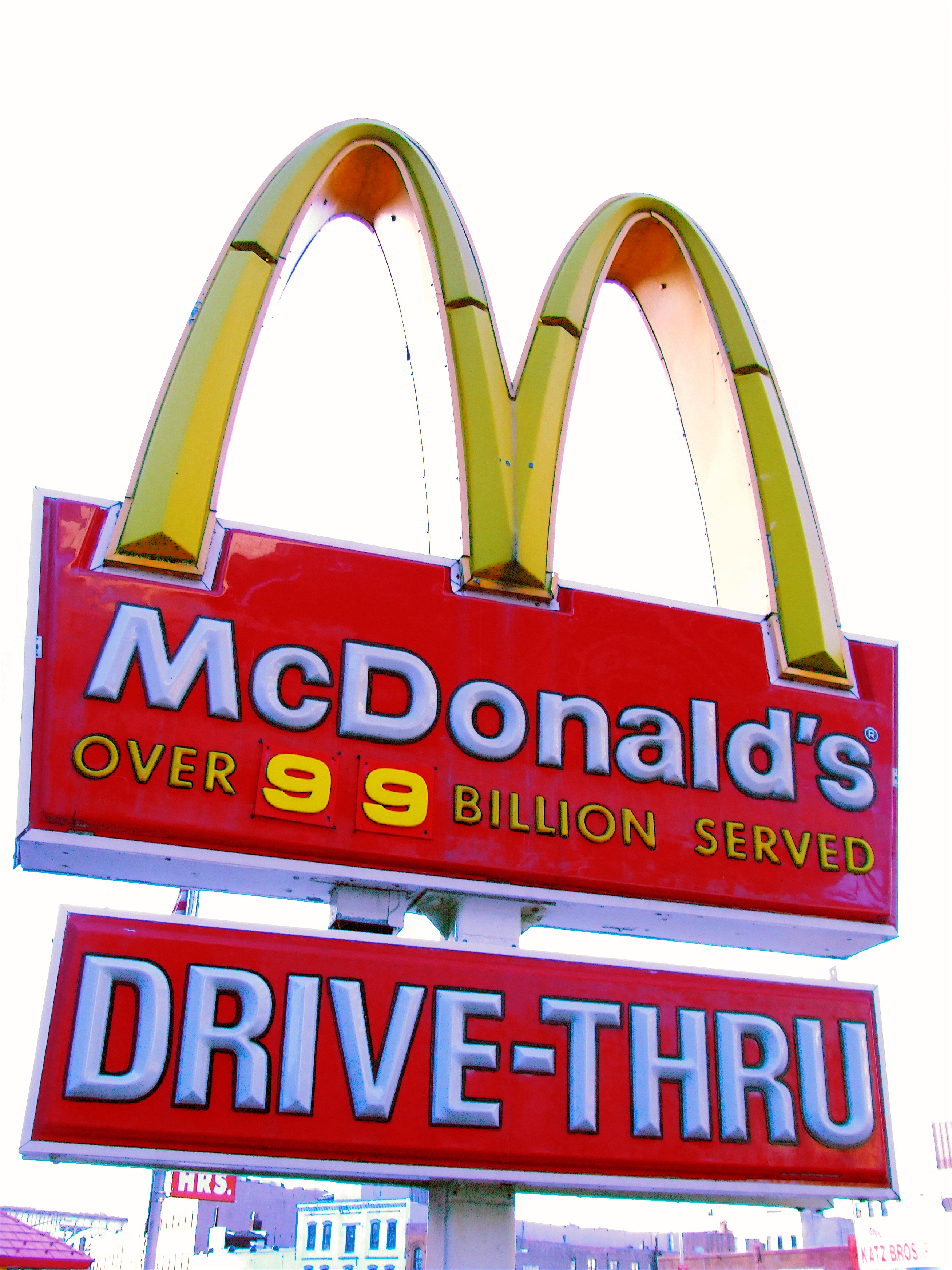
1993년까지 맥도날드는 1000억 개 이상의 햄버거를 판매하여 두 자리 숫자 간판이 "990억"에 멈추게 되었다.

맥도날드 음식점은 120개 국가 및 지역에 있으며 매일 6,800만 명의 고객에게 서비스를 제공한다. 2023년 기준으로 맥도날드는 41,800개의 지점을 보유하고 있으며, 미국 내 직원은 45,000명이다.
2017년 우버이츠와의 파트너십으로 시작하여 2019년 도어대시를 추가하고 (일부 지점은 2021년 그럽허브 추가), 2019년 기준으로 전체 사업의 최대 3%를 차지하는 맥도날드의 온디맨드 배달 컨셉은 2019년 기준 전체 매출의 최대 3%를 차지한다.
2019년 맥도날드 자체 소유 및 프랜차이즈 음식점이 창출한 1,000억 달러의 매출은 2조 5천억 달러로 추정되는 전 세계 음식점 산업의 거의 4%를 차지한다.

#### 주식 보유
맥도날드는 핵심 브랜드에 집중하기 위해 1990년대에 인수한 다른 체인점들을 매각하기 시작했다. 회사는 2006년 10월 주식 교환을 통해 치폴레 멕시칸 그릴의 지분을 완전히 매각할 때까지 과반수 지분을 소유했다. 2003년 12월까지 도나토스 피자를 소유했고, 1999년부터 2001년까지 아로마 카페의 소수 지분을 소유했다. 2007년 8월 27일, 맥도날드는 보스턴 마켓을 선 캐피탈 파트너스에 매각했다.
맥도날드는 25년 연속 주주 배당금을 늘려, S&P 500 배당 귀족 중 하나가 되었다. 이 회사는 포춘 500에서 미국 최대 기업 중 131위를 차지했다. 2012년 10월, 9년 만에 처음으로 월간 매출이 감소했다. 2014년에는 17년 만에 처음으로 분기 매출이 감소했는데, 이는 1997년 전체 매출이 감소했을 때 이후 처음이었다.

#### 금전적 손실
미국에서는 드라이브스루가 매출의 70%를 차지한다고 보고되었다. 맥도날드는 2015년에 미국에서 184개의 음식점을 폐쇄했는데, 이는 개장 계획보다 59개 더 많은 수치였다. 이 조치는 1970년 이후 맥도날드가 미국 내 지점 수가 순 감소를 기록한 첫 번째 사례였다.
2025년 첫 3개월 동안 도널드 트럼프 미국 대통령의 관세 계획이 공개되고 시행되면서, 미국의 맥도날드 매출은 전년 대비 3.6% 감소하여 코로나19 팬데믹 정점 이후 미국 내 최대 매출 감소를 기록했다.

### 사업 동향
| 연도 | 매출 (10억 US$ 단위) | 순이익 (10억 US$ 단위) | 자산 총액 (10억 US$ 단위) | 지점 수 | 직원 수 (천 명) | Ref.            |
| ---- | -------------------- | ---------------------- | ------------------------- | ------- | --------------- | --------------- |
| 2005 | 19.1                 | 2.6                    | 29.9                      |         | 447             | [ 106 ]         |
| 2006 | 20.8                 | 3.5                    | 28.9                      | 31,046  | 465             | [ 106 ]         |
| 2007 | 22.7                 | 2.3                    | 29.3                      | 31,377  | 390             | [ 106 ]         |
| 2008 | 23.5                 | 4.3                    | 28.4                      | 31,967  | 400             | [ 107 ]         |
| 2009 | 22.7                 | 4.5                    | 30.2                      | 32,478  | 385             | [ 108 ]         |
| 2010 | 24.0                 | 4.9                    | 31.9                      | 32,737  | 400             | [ 109 ]         |
| 2011 | 27.0                 | 5.5                    | 32.9                      | 33,510  | 420             | [ 110 ]         |
| 2012 | 27.5                 | 5.4                    | 35.3                      | 34,480  | 440             | [ 111 ]         |
| 2013 | 28.1                 | 5.5                    | 36.6                      | 35,429  | 440             | [ 112 ]         |
| 2014 | 27.4                 | 4.7                    | 34.2                      | 36,258  | 420             | [ 113 ]         |
| 2015 | 25.4                 | 4.5                    | 37.9                      | 36,525  | 420             | [ 114 ]         |
| 2016 | 24.6                 | 4.6                    | 31.0                      | 36,899  | 375             | [ 115 ]         |
| 2017 | 22.8                 | 5.1                    | 33.8                      | 37,241  | 235             | [ 116 ]         |
| 2018 | 21.0                 | 5.9                    | 32.8                      | 37,855  | 210             | [ 117 ]         |
| 2019 | 21.0                 | 6.0                    | 47.5                      | 38,695  | 205             | [ 118 ]         |
| 2020 | 19.2                 | 4.7                    | 52.6                      | 39,198  | 200             | [ 119 ]         |
| 2021 | 23.2                 | 7.5                    | 53.6                      | 40,031  | 200             | [ 120 ] [ 121 ] |
| 2022 | 23.1                 | 6.1                    | 50.4                      | 40,275  | 150             | [ 122 ]         |
| 2023 | 25.4                 | 8.4                    | 56.1                      | 41,822  | 150             |                 |

### 비즈니스 모델

레이 크로크는 1954년 체인에 합류하여 이를 글로벌 프랜차이즈로 발전시켰고, 세계에서 가장 성공적인 패스트푸드 기업으로 만들었다.

#### 소유권
맥도날드는 많은 음식점이 위치한 토지를 소유하고 있으며, 그 가치는 약 420억 달러로 추정된다. 회사는 프랜차이즈 가맹점으로부터 받는 임대료를 통해 상당한 수익을 얻는다. 이 임대료는 2010년에서 2015년 사이에 26% 증가했으며, 해당 기간 말에는 회사 전체 매출의 5분의 1을 차지했다. 최근에는 회사 미국 지분을 잠재적 부동산 투자 신탁으로 분사하라는 요구가 있었지만, 회사는 2015년 11월 10일 투자자 컨퍼런스에서 이러한 일은 없을 것이라고 발표했다. 스티브 이스터브룩 CEO는 리츠 옵션을 추진하는 것이 회사 비즈니스 모델에 너무 큰 위험을 초래할 것이라고 언급했다.
맥도날드는 햄버거 대학교 중 한 곳에서 프랜차이즈 가맹점주와 경영진을 교육한다. 2015년 기준으로 햄버거 대학교는 오크 브룩, 도쿄, 런던, 시드니, 뮌헨, 상파울루, 상하이, 그리고 모스크바에 위치해 있다.
다른 국가에서는 맥도날드 음식점이 맥도날드 코퍼레이션과 기타 현지 법인 또는 정부의 합작 투자로 운영된다.

#### 노동자
에릭 슐로서의 저서 <패스트푸드의 제국>(2001)에 따르면, 미국 내 노동자 8명 중 거의 1명은 한때 맥도날드에 고용된 적이 있다. 맥도날드 코퍼레이션은 직원들이 스트레스를 풀기 위해 좋아하는 노래를 따라 부르고, 교회 예배에 참석하여 혈압을 낮추고, 심근 경색 위험을 줄이기 위해 매년 두 번의 휴가를 떠남으로써 건강을 유지하도록 권장한다.
<패스트푸드의 제국>은 맥도날드가 미국에서 가장 큰 개인 운영 놀이터이자, 소고기, 돼지고기, 감자, 사과의 단일 최대 구매자라고 명시한다. 맥도날드가 사용하는 육류의 선택은 호스트 국가의 문화에 따라 어느 정도 다르다.

### 본사
2016년 6월 13일, 맥도날드는 글로벌 본사를 시카고 웨스트 루프 지역으로 이전할 계획을 확인했다. 608,000평방피트 규모의 건물은 2018년 6월 4일에 개장했으며, 옛 하포 프로덕션 부지에 건설되었다.
맥도날드의 이전 본사 단지인 맥도날드 플라자(McDonald's Plaza)는 오크 브룩에 위치해 있다. 이곳은 오크 브룩의 설립자인 폴 버틀러의 이전 본사 및 마굿간 부지에 자리 잡고 있다. 맥도날드는 1971년에 시카고루프 내 사무실에서 오크 브룩 시설로 이전했다.

### 이사회
2024년 12월년 기준, 이사회는 다음 구성원으로 이루어져 있다.
- 크리스 켐프친스키; 맥도날드 회장 겸 CEO
- 앤서니 G. 카푸아노, 메리어트 인터내셔널 CEO
- 카림 다니엘, 전 월트 디즈니 컴퍼니 미디어 및 엔터테인먼트 유통 부문 회장
- 로이드 H. 딘, 디그니티 헬스 사장 겸 CEO
- 캐서린 M. 엥겔베르트, 전미 여자 농구 협회 커미셔너
- 마고 조지아디스, 전 Ancestry.com CEO
- 마이크 쉬, 킴벌리-클라크 회장 겸 CEO
- 존 J. 멀리건, 타깃 코퍼레이션 수석 부사장 겸 COO
- 제니퍼 L. 토버트, 존슨앤드존슨 혁신 의약품 부문 수석 부사장 겸 전 세계 회장
- 폴 S. 월시, 맥라렌 그룹 회장
- 에이미 E. 위버, 세일즈포스닷컴 사장 겸 최고재무책임자
- 마일즈 D. 화이트, 애벗 래버러토리스 회장 겸 CEO

스티브 이스터브룩은 2015년부터 2019년까지 맥도날드의 CEO 겸 사장이었으며, 이전 CEO 돈 톰슨을 대체했다. 맥도날드 이사회는 이스터브룩이 회사 직원과의 관계를 맺음으로써 개인 행동에 대한 회사 정책을 위반했기 때문에 그를 CEO에서 해임하기로 투표했다. 그의 후임으로는 맥도날드 미국 법인 사장이었던 크리스 켐프친스키가 CEO로 임명되었다.
2022년 8월, 맥도날드는 이사회에 큰 변화를 발표했다. 기존 이사였던 JLL Inc.의 이사회 의장인 실라 펜로즈(Sheila Penrose)가 은퇴하고, 메리어트 인터내셔널의 CEO인 앤서니 카푸아노, 존슨앤드존슨의 혁신 의약품 부문 수석 부사장 겸 전 세계 회장인 제니퍼 토버트, 그리고 세일즈포스닷컴의 사장 겸 최고재무책임자(CFO)인 에이미 위버가 합류한다고 밝혔다. 이러한 변화는 칼 아이칸 활동가 투자자의 노력과는 무관했다.

### 소유권
| 주주 이름                            | 비율   |
| ------------------------------------ | ------ |
| 뱅가드 그룹                          | 9.85%  |
| 블랙록                               | 7.35%  |
| 스테이트 스트리트 코퍼레이션         | 4.83%  |
| JP모건 체이스                        | 5.25%  |
| 지오드 캐피탈 매니지먼트             | 2.31%  |
| 뱅크 오브 아메리카                   | 2.08%  |
| 모건 스탠리                          | 2.46%  |
| 웰링턴 매니지먼트 컴퍼니             | 1.66%  |
| 노르웨이 중앙은행 (2024년 12월 31일) | 1.31%  |
| 기타                                 | 66.17% |

### 글로벌 운영

맥도날드 음식점이 있는 국가 및 첫 번째 음식점이 개업한 연도

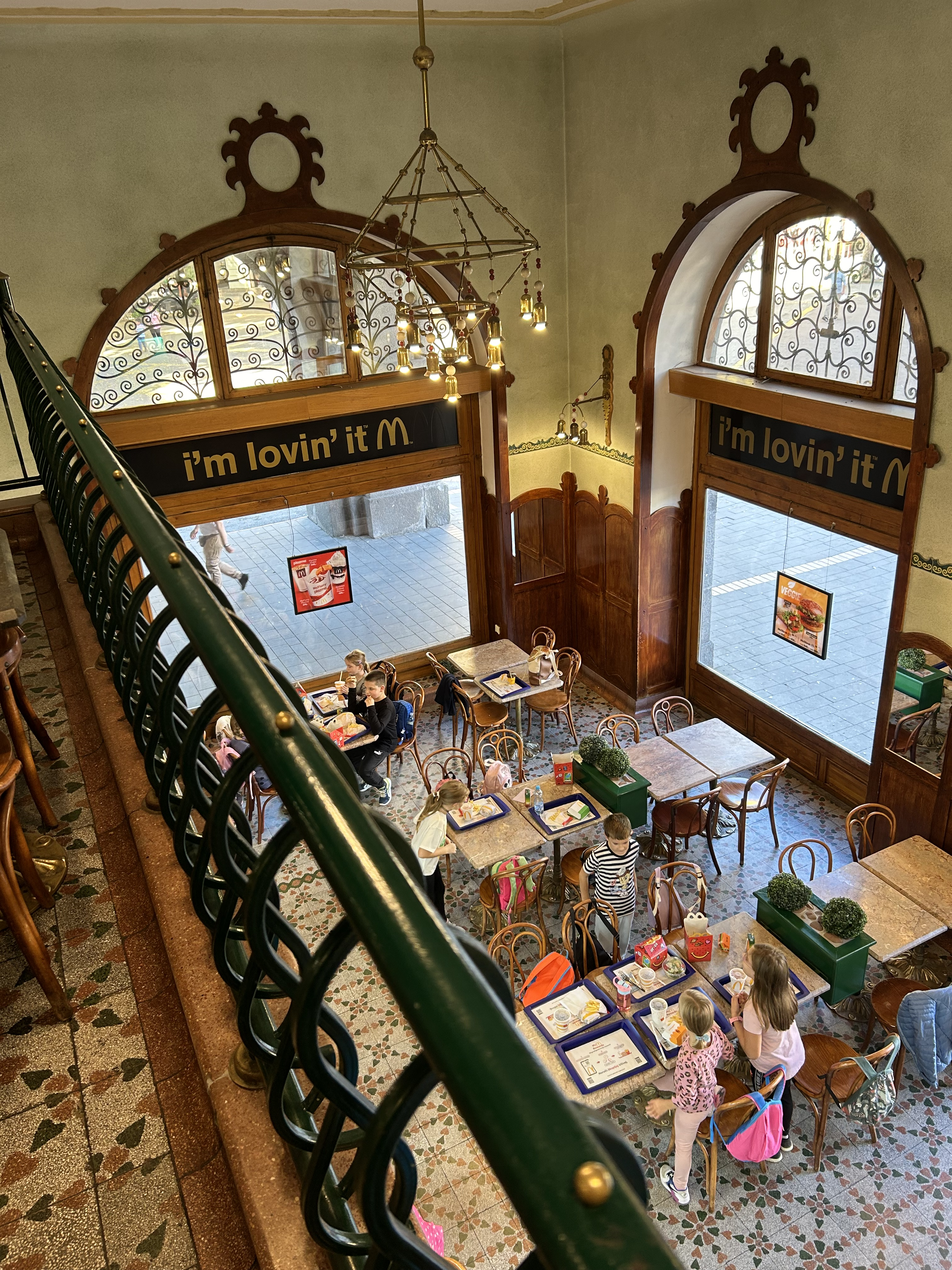
세르비아 수보티차의 아르누보 건물에 위치한 맥도날드 음식점

#### 국제적 영향
맥도날드는 세계화의 상징이 되었으며, 때로는 사회의 "맥도날디제이션"이라고 불리기도 한다. 디 이코노미스트지는 "빅맥 지수"를 사용한다. 이는 다양한 세계 통화로 된 빅맥의 가격을 비교하여 해당 통화의 구매력 평가를 비공식적으로 판단하는 데 사용될 수 있다. 2015년 7월 기준으로 스위스는 세계에서 가장 비싼 빅맥을 가지고 있으며, 가장 저렴한 빅맥이 있는 나라는 인도이다. (마하라자 맥의 경우이지만, 그 다음으로 저렴한 빅맥은 홍콩이다). 세계 최북단 맥도날드 음식점은 핀란드 로바니에미에 위치해 있다(2022년 러시아 무르만스크 음식점 폐쇄 이후). 하지만 2024년 1월부터 노르웨이 트롬쇠에 새로운 맥도날드 음식점이 개업하면서 다시 변경되었다. 그리고 세계 최남단은 뉴질랜드 인버카길에 위치해 있다.
토머스 프리드먼은 맥도날드가 있는 나라는 다른 나라와 전쟁을 한 적이 없다고 말했다.
맥도날드는 2014년 러시아가 크림반도를 합병한 후, 크림반도 내 자체 소유 매장 운영을 중단했다. 2014년 8월 20일, 미국과 러시아 간의 긴장이 러시아의 크림반도 합병과 그에 따른 미국 제재로 인해 고조되면서, 러시아 정부는 위생 문제를 이유로 모스크바의 맥도날드 4개 지점을 일시적으로 폐쇄했다. 맥도날드는 1990년부터 러시아에서 사업을 운영해왔으며, 2014년 8월 기준 전국에 438개 매장을 보유하고 있었다. 2014년 8월 23일, 러시아 부총리 아르카디 드보르코비치는 맥도날드 금지 정부 조치를 배제하고 일시적 폐쇄가 제재와 관련이 없다는 주장을 일축했다.
일부 관찰자들은 맥도날드가 진출하는 시장의 서비스 수준을 높이는 데 기여했다고 평가한다. <골든 아치 이스트>라는 연구에서 인류학자 그룹은 맥도날드가 동아시아, 특히 홍콩에 미친 영향을 조사했다. 1975년 홍콩에 개장했을 때 맥도날드는 깨끗한 화장실을 꾸준히 제공한 최초의 음식점이었으며, 이는 고객들이 다른 음식점과 기관에도 같은 것을 요구하도록 유도했다. 맥도날드는 중국의 시노펙과 제휴하여, 중국의 개인 차량 이용 증가를 활용하여 수많은 드라이브스루 음식점을 개장하고 있다.

#### 글로벌 활동
중국 베이징에 있는 맥도날드 음식점은 프랜차이즈 계약에 따라 운영되는 국유 기업이다. 베이징 캐피탈 농업 그룹이 이 프랜차이즈를 소유하고 있다.
맥도날드는 프랑스 미술 박물관 루브르 박물관 지하에 맥도날드 음식점과 맥카페를 개장했다.
이 회사는 채식 전용 음식점을 인도에 개장했다. 첫 번째는 2012년 인도 암리차르에서 문을 열었다.
2017년 1월 9일, 중국 본토와 홍콩의 프랜차이즈 권리 80%가 CITIC 리미티드 (32%), CITIC 캐피탈 (20%) 및 칼라일 (20%)이 관리하는 사모 펀드로 구성된 컨소시엄에 20억 8천만 미국 달러에 매각되었다. CITIC 리미티드와 CITIC 캐피탈은 합작 투자를 통해 지분을 소유할 것이다.
독일 함부르크의 엘베강에는 세계 유일의 "맥보트(McBoat)"가 있다. 이는 강 위의 사람들을 위한 플로트스루 서비스(드라이브스루와 유사)이다.
스웨덴에서는 해피밀 상자를 고글로 사용할 수 있으며, 슬로프 스타즈 게임을 즐길 수 있다. 네덜란드에서는 맥도날드가 녹음실로도 활용되는 맥트랙스(McTrax)를 도입했으며, 이는 터치에 반응한다. 그들은 신시사이저로 자신만의 비트를 만들고 특수 효과로 사운드를 조절할 수 있다.
2022년 3월, 맥도날드는 우크라이나 침공으로 인해 러시아 내 850개 지점을 폐쇄하고 매각했다. 전 세계 매출의 약 9%와 영업 이익의 3%가 러시아와 우크라이나 내 100개 지점에서 발생했다. 이들은 맥도날드 브랜딩을 사용하지 않는다는 조건으로 러시아 구매자에게 음식점을 매각했다. 새로운 매장들은 프쿠스노 이 토치카로 리브랜딩되어, 6월부터 재개장하기 시작했다. 2022년 말 벨라루스의 맥도날드 음식점 25개는 프쿠스노 이 토치카로 리브랜딩되었으며, 카자흐스탄에서는 러시아에서 다진 고기를 공급하는 문제로 운영이 중단되었다. 이들은 다음 해에 리브랜딩되었다.
이스라엘-하마스 전쟁 중, 이스라엘 내 맥도날드는 이스라엘 방위군에 무료 식사를 제공한 후 전쟁범죄를 저질렀다는 비난을 받으며 불매운동 대상이 되었다. 다른 일부 국가의 맥도날드 지점들은 이스라엘 맥도날드의 행동과 거리를 두었다. 그 결과, 맥도날드는 225개 이스라엘 프랜차이즈 소유 음식점을 모두 인수했다.

## 맥도날드 직원 관계

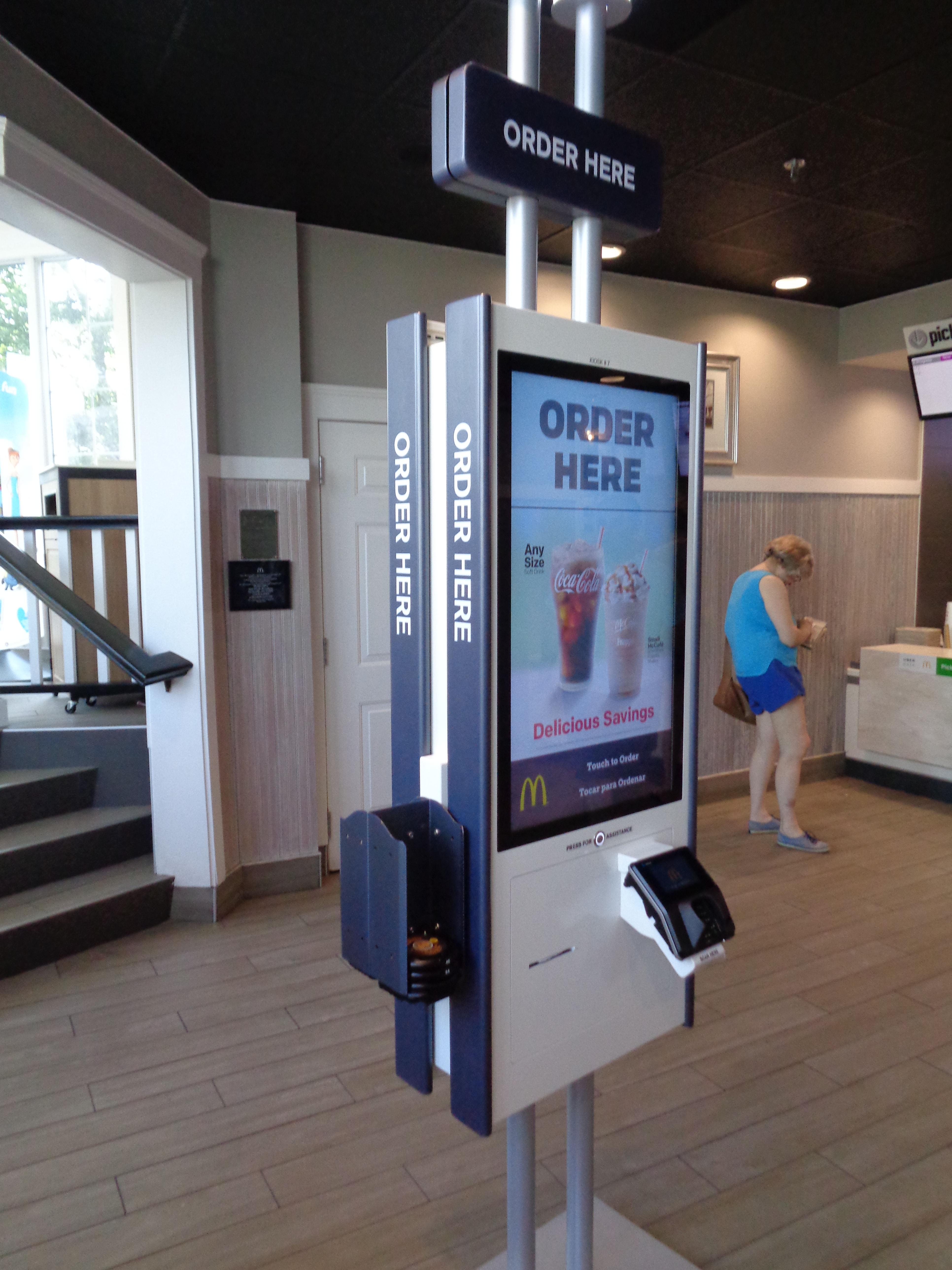
뉴 하이드 파크에 위치한 덴턴 하우스 맥도날드의 주문 키오스크

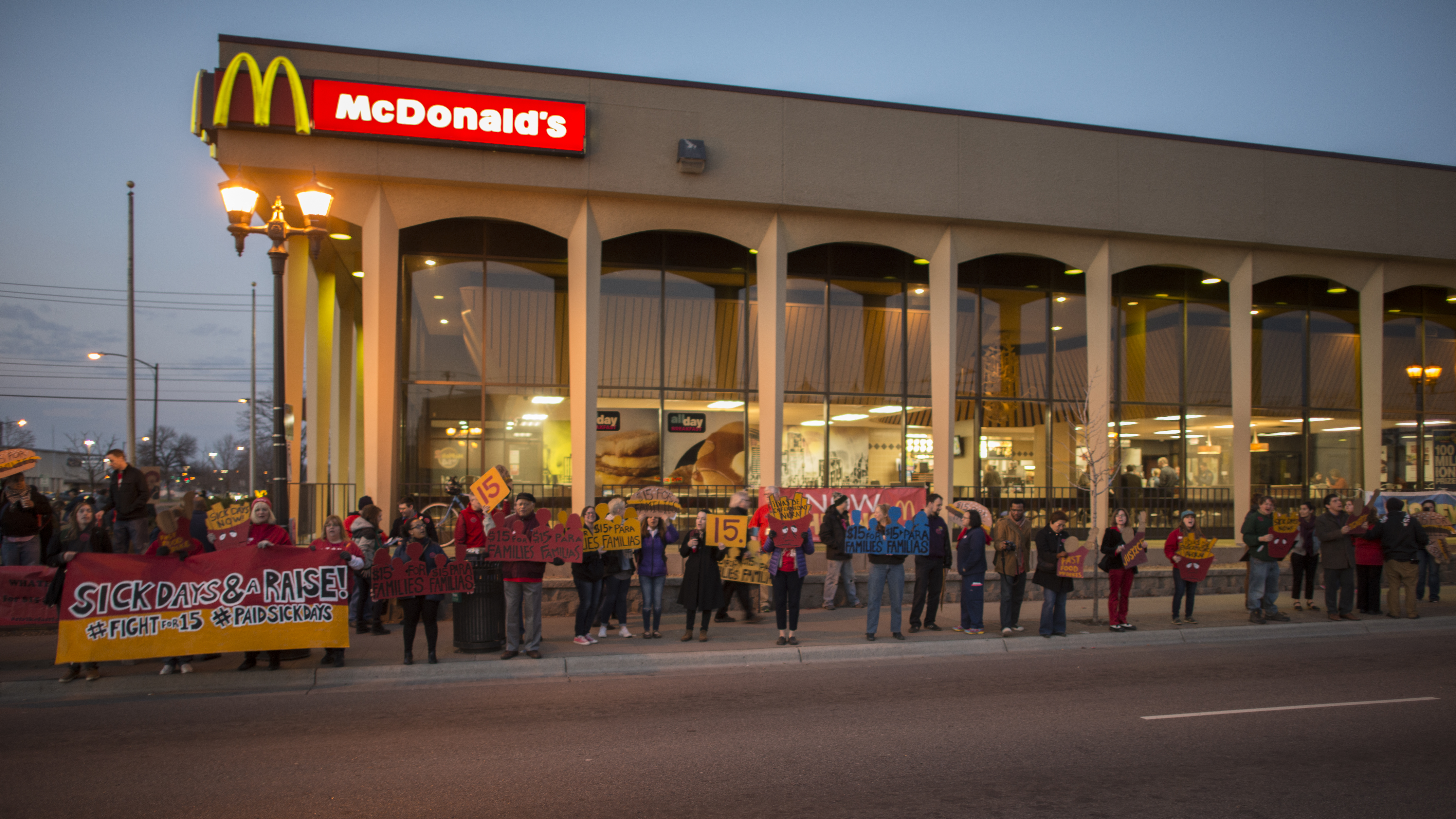
세인트 폴의 맥도날드 매장 밖에서 최저 임금 인상과 복지 개선을 요구하며 파업하는 패스트푸드 노동자들

### 미국

#### 기술 사용
1990년대 후반부터 맥도날드는 주문을 받고 돈을 받는 등의 작업을 수행하는 전자 키오스크로 직원을 대체하려 시도했다. 1999년, 맥도날드는 일리노이주 시카고 외곽과 와이오밍 (미시간주)에서 "E-클럭"을 처음 테스트했으며, 이 장치들은 "직원 비용을 절약하고" 평균 직원보다 더 많은 구매액을 유도하는 것으로 나타났다.
2013년 옥스퍼드 대학교는 향후 수십 년 안에 패스트푸드점에서 음식 준비 및 서빙이 92%의 확률로 자동화될 것이라고 추정했다. 2016년에는 맥도날드의 "나만의 맛 만들기" 전자 키오스크가 일부 국제 음식점에서 고객이 맞춤 주문을 할 수 있도록 도입되었다.
2017년, 맥도날드는 미국에서 고객이 매장 내 주문 줄이나 드라이브스루를 건너뛰고 온라인으로 주문할 수 있는 앱을 출시했다. 많은 맥도날드 지점에는 이러한 주문을 위한 특별 주차 공간이 있다.
2019년 9월, 맥도날드는 인공지능 기반 스타트업 앱렌테(Apprente)를 인수하여 미국 드라이브스루에서 인간 서버를 음성 기반 기술로 대체할 것이라고 밝혔다.
2023년 초, 맥도날드는 포트워스에 첫 번째 대규모 자동화 음식점을 개장했다. 해당 음식점은 주문 시 인간과의 접촉을 최소화했으며, 문제가 발생할 경우 직원이 상주하지만 그렇지 않은 경우에는 주문 과정에서 직원이 부재했다(주방이나 다른 백오피스 업무를 하는 직원 포함). 이 음식점에는 좌석이 없었다.

#### 노동자 불만

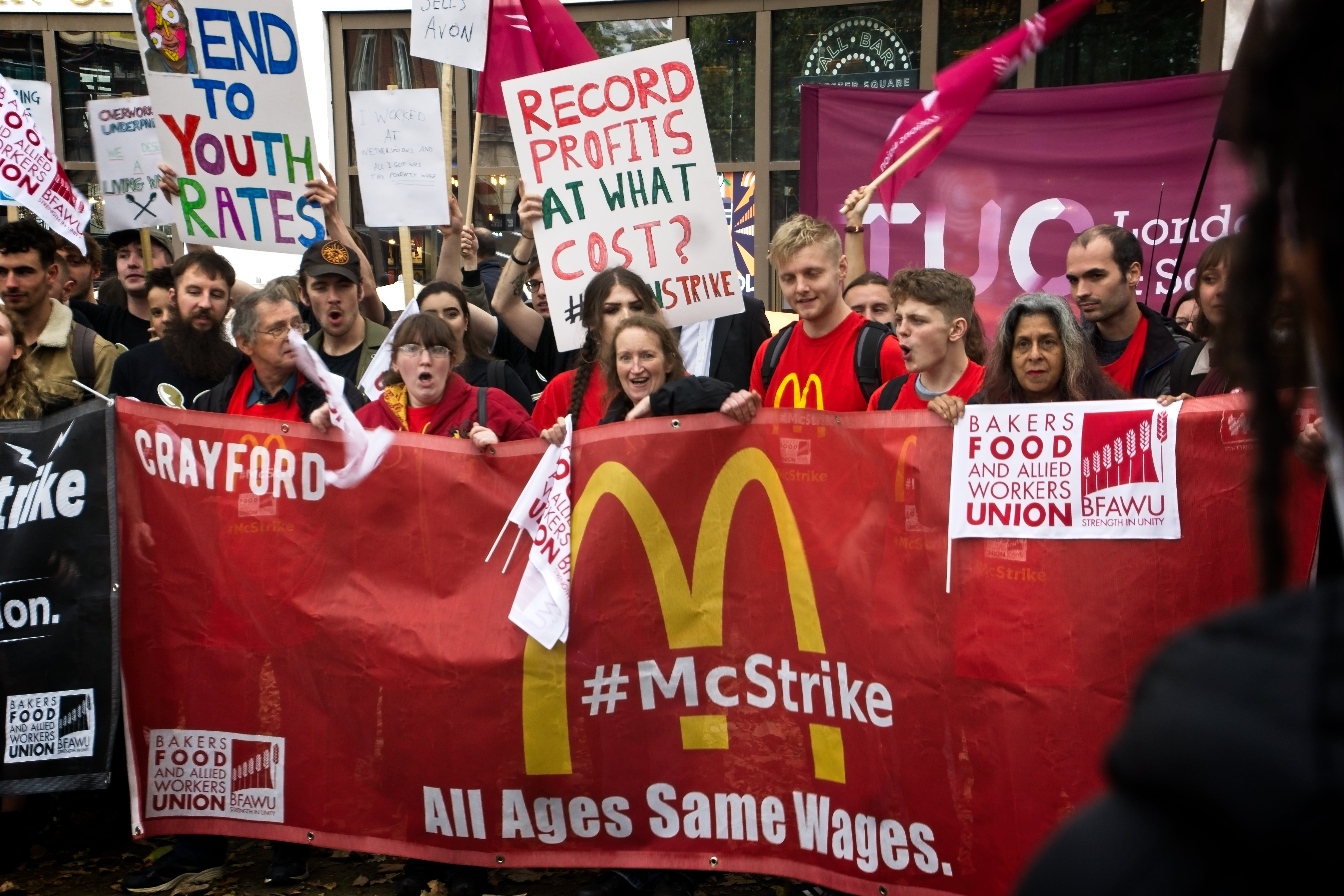
2018년, 강압적인 노동 관행과 저임금에 반대하며 파업하는 맥도날드 노동자들.

2015년 3월, 미국 19개 도시의 맥도날드 노동자들이 미국 미국 산업안전보건청에 28건의 보건 및 안전 불만을 제기했다. 이들은 낮은 인력, 보호 장비 부족, 부실한 교육, 그리고 빠른 작업을 해야 한다는 압력으로 인해 부상을 입었다고 주장했다. 이 불만은 응급처치 용품 부족으로 인해 경영진이 화상을 마요네즈나 머스터드와 같은 양념으로 치료하라고 지시했다는 내용도 포함하고 있다. 파이트 포 $15(Fight for $15) 노동 단체가 노동자들의 불만 제기를 도왔다.
루스벨트 연구소, 자유주의 성향의 싱크탱크는 일부 맥도날드 음식점이 "만연한" 임금 착취로 인해 최저 임금보다 적게 지불하고 있다고 비난한다.

### 프랑스
마르세유 생바르텔레미에 있는 맥도날드 프랜차이즈 직원들은 계획된 폐쇄에 항의하여 음식점을 점거했다. 77명의 직원을 고용하고 있는 이 음식점은 실업률이 30%에 달하는 생바르텔레미에서 두 번째로 큰 민간 부문 고용주이다. 해당 프랜차이즈의 노조 대표인 카멜 구마리(Kamel Guemari)의 변호사들은 음식점 주차장에서 그에게 차량이 돌진하여 그를 살해하려 했다고 주장했다.

### 대한민국
대한민국에서 맥도날드는 시간제 직원에게 시간당 5.50달러를 지급하며, 자의적인 근무 시간 조정과 임금 지연으로 인해 더 적은 임금을 지급한다는 비난을 받고 있다.

### 영국
2013년 기준으로 맥도날드 영국 직원의 90%가 무급 계약을 맺고 있었는데, 이는 잠재적으로 영국 내 가장 큰 민간 부문 고용주였다. 2017년 4월, 노동자들이 파업에 참여한 후, 모든 직원에게 고정 계약 선택권이 주어졌다.
2007년부터 2011년까지 미국 내 패스트푸드 노동자들은 낮은 임금을 받아 매년 평균 70억 달러의 공공 부조를 받았다. 맥리소스(McResource) 웹사이트는 직원들에게 "더 포만감을 느끼기 위해 음식을 더 작게 나누어 먹고, 개봉하지 않은 연휴 구매품에 대한 환불을 요구하고, 빠른 현금을 위해 소유물을 온라인으로 판매하고, '불평을 그만두라'고 조언했는데, '스트레스 호르몬 수치는 10분간 불평한 후 15% 증가한다'"고 했다. 2013년 12월, 맥도날드는 부정적인 언론 보도와 비판 속에 맥리소스 웹사이트를 폐쇄했다. 맥도날드는 직원들이 업무 및 생활 문제에 대한 조언을 얻을 수 있는 내부 전화 상담 서비스를 계속 운영할 계획이다.
2017년 9월, 영국 맥도날드 두 지점은 직원의 무급 계약에 대한 파업에 동의했다. 크레이퍼드와 케임브리지의 두 지점 주변에 피켓 라인이 형성되었다. 이 파업은 당시 야당 대표였던 제러미 코빈이 지지했다.

## 비판
맥도날드는 제품의 건강 영향, 직원에 대한 대우, 기타 사업 관행을 포함하여 여러 측면에서 비판을 받아왔다.
2001년, 에릭 슐로서의 저서 <패스트푸드의 제국>은 맥도날드의 사업 관행, 특히 정치적 로비와 어린이 대상 광고에 대해 비판했다.

### 영양
1990년, 런던 그린피스라는 작은 단체(국제 단체 그린피스와는 관련 없음)의 활동가들이 환경, 건강, 노동 기록을 비판하는 <맥도날드의 문제점은 무엇인가?>(What's wrong with McDonald's?)라는 제목의 전단을 배포했다. 회사는 단체에 중단하고 사과할 것을 요구했고, 활동가 두 명이 이를 거부하자 명예훼손으로 고소하여 영국 민법상 가장 긴 소송 중 하나인 "맥라이블 소송"으로 이어졌다. 맥라이블 재판에 대한 다큐멘터리 영화는 여러 국가에서 상영되었다.
모건 스펄록의 2004년 다큐멘터리 영화 슈퍼 사이즈 미는 맥도날드 음식이 사회의 비만증 증가에 기여하고 있으며, 회사가 고객에게 음식에 대한 영양 정보를 제공하지 못하고 있다고 주장했다. 영화 개봉 6주 후, 맥도날드는 슈퍼 사이즈 옵션을 없애고 성인용 해피밀을 만들 것이라고 발표했다.
대중의 압력에 대응하여 맥도날드는 메뉴에 더 건강한 선택지를 포함시키려고 노력했으며, 2008년 5월에 미국과 캐나다에서 감자튀김에 트랜스 지방이 없는 식용유를 사용하고, 2018년 말까지 구운 식품, 파이, 쿠키에는 옥수수 및 콩기름이 혼합된 카놀라 기반 오일을 사용하기 시작했다고 발표했다. 회사는 채용 포스터에 "맥잡 치고는 나쁘지 않네(Not bad for a McJob)"라는 새로운 슬로건을 도입했다.

### 동물 복지
맥도날드는 공급망에서 공장식 농장의 빨리 자라는 닭 품종을 사용하는 것에 대해 비판을 받아왔다. 이러한 품종은 골절, 다리 기형, 심부전과 같은 복지 문제로 고통받을 가능성이 더 높다.
맥도날드는 연간 20억 개 이상의 달걀을 구매하며, 이는 미국에서 생산되는 달걀의 약 4%를 차지하기 때문에, 케이지 프리 달걀로의 전환은 달걀 산업에 큰 영향을 미칠 것으로 예상된다. 이는 암탉의 가혹한 생활 환경에 대한 소비자 우려로 인해 케이지 프리 달걀로 전환하려는 일반적인 추세의 일환이다. 2014년, 맥도날드는 2017년까지 호주 음식점에서 배터리 케이지 시설의 달걀 사용을 중단하겠다고 약속했으며, 이는 2018년에 지켜졌다.
맥도날드는 동물 권리 운동의 대상이 되어왔다. 2021년, 동물 반란은 대나무 타워를 사용하여 영국 내 4개 유통 센터를 봉쇄하여 음식점의 식량 부족을 초래했다. 이들은 맥도날드 공급망 내 "동물들의 고통"을 동기 요인으로 언급했다.

### 소송 사례
맥도날드는 상표권 분쟁을 포함하여 여러 소송 및 기타 법적 사건에 연루되어 왔다. 회사는 'Mc' 또는 'Mac'이 포함된 상표명을 사용하지 않으면 많은 식품 업체에 법적 조치를 취하겠다고 위협했다.

#### 유럽 연합
2017년 4월, 아일랜드 패스트푸드 체인 슈퍼맥스는 맥도날드가 "상표권 괴롭힘, 즉 미래의 경쟁자에게 사용하기 위해 단순히 전쟁 자금으로 보관해 둔 브랜드 이름을 등록하는 행위"를 저질렀다고 주장하며, 맥도날드가 유럽 연합 내에서 소유한 상표권 취소를 유럽 연합 지적 재산권 사무소(EUIPO)에 요청했다. 슈퍼맥스의 상표권이 아일랜드 밖으로 확장하는 것을 막았기 때문이다. EUIPO는 맥도날드가 많은 상표의 "실제 사용을 입증하지 못했다"고 판단하여, 슈퍼맥스에 유리한 판결을 내렸고, 유럽 연합 내에서 "빅맥" 및 특정 "Mc" 관련 상표권을 취소했다.
버거킹은 맥도날드를 "트롤링"하며 자신들의 버거에 "빅맥과 비슷하지만 더 육즙이 풍부한", "빅맥과 비슷하지만 실제로는 큰", "빅맥과 비슷한데 물론 직화로 구운" 등의 이름을 붙여 원본 버거를 조롱했다.
2023년, EUIPO 이사회는 이의 제기에도 불구하고 맥도날드가 700페이지에 달하는 추가 증거를 제출한 후 이전 결정을 부분적으로 취소했다. 그러나 유럽사법재판소에 추가 항소한 결과, 2024년 법원은 맥도날드가 닭고기 제품이나 음식점 운영과 관련된 서비스에 대해 빅맥 상표 사용을 입증하지 못했다고 판결했다. 이는 슈퍼맥스 및 다른 기업들이 유럽에서 "맥(Mac)"을 사업명과 닭고기 제품명에 자유롭게 사용할 수 있음을 의미한다. 맥도날드는 빅맥 상표를 소고기 버거에만 보유하게 된다.
맥도날드 그룹은 프랑스 세무 당국으로부터 형사 세금 사기 혐의로 소송을 당했다. 2022년 7월, 이 그룹은 프랑스 사법 당국과 세금 사기에 대한 형사 소송을 종결하기로 합의했다.

#### 말레이시아
2009년 9월 8일, 맥도날드 말레이시아 법인은 다른 음식점이 맥커리(McCurry)라는 이름을 사용하는 것을 막으려던 소송에서 패소했다. 맥도날드는 말레이시아 최고 법원인 연방 법원에 항소했으나 패소했다. 2016년 12월 29일, 맥도날드 말레이시아는 전국 음식점 내에서 할랄 인증을 받은 케이크만 허용된다는 성명을 발표했다.

#### 영국
영국에서 가장 오래 진행된 법적 소송은 회사의 여러 측면을 비판한 두 명의 피고인을 상대로 한 맥라이블 소송이었다. 재판은 10년 동안 진행되었고 130명의 증인을 소환했다. 유럽인권법원은 소송 당사자들의 불균등한 자원이 피고인의 표현의 자유를 침해하고 재판에 편향을 가져왔다고 판결했다. 이 결과는 맥도날드에게 "홍보 재앙"으로 널리 인식되었다.
2021년, 5년 동안 최소 50명의 직원이 직장 내 괴롭힘에 대해 체인을 고소한 사실이 밝혀졌고, 이에 회사는 반괴롭힘 교육을 실시하게 되었다. 일부 고소인들은 또한 자신들의 불만에 대한 보복으로 언어적 및 신체적 괴롭힘을 당했다고 진술했다. 2023년, BBC는 조사를 실시하여 패스트푸드 체인의 현직 및 전직 영국 노동자 100명 이상이 성폭행, 괴롭힘, 인종차별, 괴롭힘 등 지속적인 유해 문화가 존재한다고 주장하고 있다고 보도했다.
2025년 1월, 700명 이상의 젊은 노동자들이 맥도날드 영국 법인을 상대로 광범위한 괴롭힘과 차별을 주장하며 소송을 제기했다고 보도되었다. 법무법인 리 데이(Leigh Day)가 담당한 이 소송은 20세 미만의 현직 및 전직 직원을 포함하며 450개 이상의 음식점에서 발생했다. 2023년 7월 BBC 조사 이후, 증언들은 인종차별, 동성애 혐오, 장애인 차별, 괴롭힘과 같은 문제들을 강조했다. 맥도날드 영국 법인은 2023년에 29명의 직원을 성희롱으로 해고하고, 이러한 주장을 조사하기 위한 전문 부서를 설립했다. 그러나 노조는 이러한 조치들이 문제들을 해결하지 못했다고 주장했다. 직원들은 부적절한 행동에 대한 경험을 공유했으며, 여기에는 동성애 혐오 발언, 성적 접근, 관리자로부터의 원치 않는 신체 접촉 등이 포함되었다. 유사한 주장들은 2019년에 제기되었으며, 제빵 및 식품 관련 노동자 연합은 여성 직원과 관련된 1,000건 이상의 괴롭힘 사례를 보고했다. 2025년 3월, 평등 및 인권 위원회는 영국 내 모든 맥도날드 1,400개 지점에 법적 의무를 준수하지 않을 경우 강제 조치를 취할 수 있다는 경고 서한을 보냈다.

#### 미국
1994년 리벡 대 맥도날드 음식점 소송에서는 맥도날드가 커피를 너무 뜨겁게 제공하여 엎질렀을 때 몇 주간의 입원과 피부이식 수술이 필요한 3도 화상을 초래한 관행을 조사했다. 재판 결과 원고인 81세 스텔라 리벡(Stella Liebeck)에게 286만 달러(1994년 $4.93만 달러 상당)가 지급되었다. 이 금액은 나중에 64만 달러(1994년 $1.1만 달러 상당)로 줄어들었다. 2019년, 맥도날드 직원 제나 리스(Jenna Ries)는 직장 내 성희롱을 허용한 것에 대해 식당 체인을 고소하며 근무 환경을 "유해하다"고 묘사했다.
2023년, 미국 노동부의 조사에 따르면 켄터키주 맥도날드 프랜차이즈에서 10세 어린이 두 명을 포함해 300명 이상의 어린이가 연루된 아동 노동 위반 사례가 발견되었다. 이 위반으로 세 개 프랜차이즈에 총 21만 2천 달러의 벌금이 부과되었다. 추가 조사 결과 루이지애나와 텍사스의 16개 지점에서 83명의 미성년자가 연루된 아동 노동 위반이 발견되었으며, 7만 7천 572달러의 벌금이 부과되었다.

#### 대한민국
2016년 9월 25일, 경기도 평택시에 사는 4세 여아가 용혈성 요독증후군(이하 HUS)에 걸리자 그 부모가 발병의 원인이 당일 먹은 햄버거라고 주장하며 맥도날드를 2017년 7월 5일에 고소하였다. 이후 같은 해 7월 13일에는 그 해 5월에 서울특별시에 있는 한 지점에서 맥도날드 햄버거를 먹은 2살 어린이가 같은 증상을 보였다며 검찰에 추가로 고소장을 냈으며, 위 사건과 동일한 증상을 겪었다는 주장이다.

## 마케팅 및 광고
맥도날드는 수십 년 동안 광범위한 광고 캠페인을 유지해왔다. 일반적인 미디어(텔레비전, 라디오, 신문) 외에도 간판과 현수막을 적극적으로 활용한다. 또한, 리틀 리그에서부터 FIFA 월드컵 및 올림픽에 이르는 스포츠 행사를 후원한다. 텔레비전은 회사의 광고 전략의 중심이었다. 현재까지 맥도날드는 미국 광고에서 23가지의 다양한 슬로건을 사용했으며, 일부 국가 및 지역에서는 다른 슬로건을 사용했다.

### 어린이 광고
맥도날드는 놀이터, 게임, 장난감을 활용하여 어린이들이 맥도날드에 가고 싶어하게 만든다.

### 유명인사 광고

#### 스포츠
1992년, 농구 선수 마이클 조던은 자신을 따서 명명된 맥도날드 세트 메뉴를 가진 최초의 유명인이 되었다. "맥조던(McJordan)"은 시카고 프랜차이즈에서만 판매되었다. 이 메뉴의 독점성 때문에 다른 지역의 팬들은 부러워했고, 특히 한 남자가 맥조던 바비큐 소스 1갤런을 1만 달러에 구매하는 사례까지 발생했다.
르브론 제임스는 2003년부터 2017년까지 맥도날드의 대변인이었으며, 경력 초반부터 코카콜라-스프라이트를 공동으로 홍보했다.
2025년 1월, WNBA 선수 엔젤 리스는 맥도날드와 파트너십을 맺은 최초의 여성이 되었으며, 엔젤 리스 스페셜을 출시했다. 이 메뉴를 더블 쿼터파운더로 주문하는 것은 리스의 경기 중 꾸준한 더블 더블을 참조하여 홍보되었다.
맥도날드는 팬, 대학 코치, NBA 관계자들을 끌어들이기 위해 맥도날드 올 아메리칸 게임의 타이틀 스폰서이다.

#### 음악
2020년 9월, 맥도날드는 래퍼 트래비스 스콧과 파트너십을 맺고 "트래비스 스콧 밀"을 전국에 출시했다. 스콧은 맥도날드 직원들을 위한 새로운 유니폼을 디자인했고, 패스트푸드 체인의 과거 시각 자료를 활용한 캑터스 잭(Cactus Jack) 상품을 출시했다. 이어서 회사는 레게톤 가수 J 발빈과의 파트너십을 통해 "J 발빈 밀"을 선보였다.
2021년, 맥도날드는 한국 보이 그룹 방탄소년단과 파트너십을 맺고 50개국에 "BTS 세트"를 출시했으며, 5월 26일 일부 국가에서 시작되었다.

### 우주 탐사
맥도날드와 미국 항공 우주국은 소행성 449 함부르가로의 계획된 임무를 위한 광고 계약을 모색했으나, 우주선 계획은 결국 취소되었다.

### NASCAR 스폰서십
맥도날드는 1977년 NASCAR 컵 시리즈에 진출하여 한 경기에 리처드 칠드레스를 후원했다. 1977년부터 1986년 사이에 맥도날드는 시즌에 소수의 경기만 후원했다. 1993년, 맥도날드는 헛 스트릭클린이 운전하는 주니어 존슨 & 어소시에이츠의 27번 포드의 풀타임 스폰서가 되었다. 1994년, 스트릭클린은 지미 스펜서로 교체되었고, 그는 그 시즌에 두 번 우승했다. 다음 시즌 맥도날드는 빌 엘리엇 레이싱의 94번 포드로 옮겨갔고, 팀 소유주인 빌 엘리엇이 운전했다. 맥도날드는 2001년 시즌까지 엘리엇과 함께했고, 그 후 PPI 모터스포츠의 96번 포드로 옮겨갔으며, 신인 앤디 휴스턴이 운전했다. 그러나 팀이 전체 시즌 동안 차량을 출전시키지 못하자 맥도날드는 2004년까지 NASCAR에서 사라졌고, 그 후 에버넘 모터스포츠에 합류하여 2010년까지 엘리엇, 케이시 칸, 엘리엇 새들러, 에이 제이 올먼딩거, 리드 소렌슨 드라이버들을 파트타임으로 후원했다.
2010년 시즌 동안 맥도날드는 칩 가나시 레이싱과 가장 긴 파트너십을 맺었으며, 2019년 데이토나 500에서 마지막 경기를 치른 제이미 맥머레이가 운전하는 1번 쉐보레를 후원했다. 맥도날드는 카일 라슨의 CGR 42번 차량으로 옮겨갔고, 2020년 그의 정지까지 후원했으며, 2019년과 2020년에는 리처드 페티 모터스포츠의 43번 쉐보레를 운전한 부바 월러스와 한 경기 파트너십을 맺었다. 맥도날드는 2021년에도 새로운 드라이버 로스 채스테인과 함께 42번 차량 작업을 계속했으며, 월러스의 새로운 팀인 23XI 레이싱에 "창립 파트너"로 합류했다.

## 자선활동

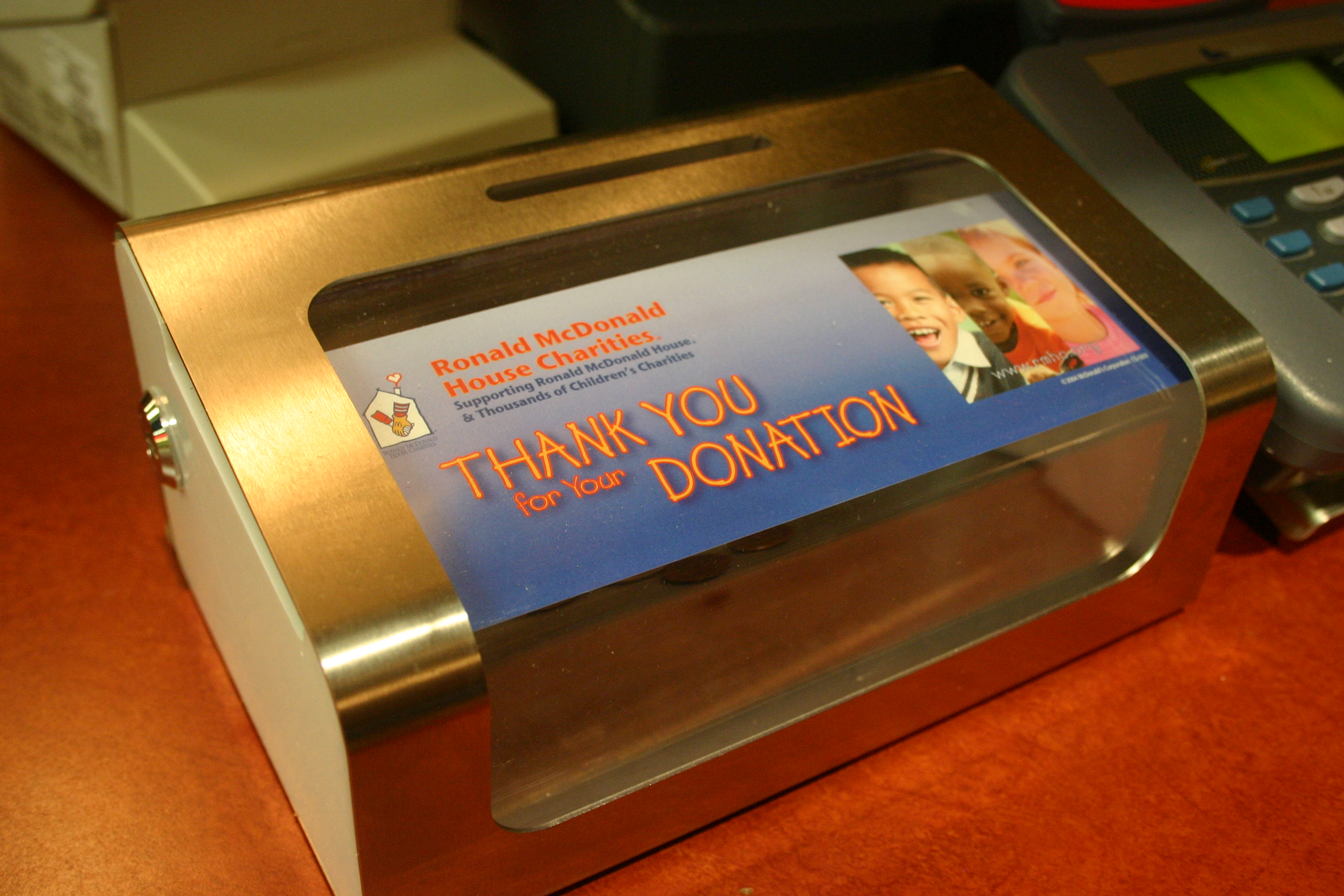
프레이밍햄에 있는 로널드 맥도날드 하우스 모금함

맥해피데이(McHappy Day)는 매년 맥도날드에서 열리는 행사로, 당일 매출의 일정 비율이 자선단체에 기부된다. 이는 로널드 맥도날드 하우스 자선단체 (RMHC)의 대표적인 모금 행사이다. 호주 맥해피데이 웹사이트에 따르면, 맥해피데이는 2009년에 2,040만 달러를 모금했다. 2010년 목표는 2,080만 달러였다.
로널드 맥도날드 하우스 자선단체는 전 세계 60개 이상의 국가 및 지역에서 어린이들을 위한 의료 서비스 및 가족 지원 서비스를 돕기 위해 설립된 260개 이상의 지부로 구성된 글로벌 네트워크이다. 2022년, 맥도날드, 그 프랜차이즈 가맹점, 그리고 고객들은 로널드 맥도날드 하우스 자선단체에 1억 8,200만 달러 이상을 기부했다.
1995년, 세인트 주드 아동 연구 병원은 텍사스 달라스 우체국 소인이 찍힌 익명의 편지를 받았는데, 이 편지에는 100만 달러 당첨 맥도날드 모노폴리 게임 조각이 들어 있었다. 맥도날드 관계자들은 회계 법인 아서 앤더슨 대표와 동행하여 병원에 도착했고, 보석상 루페로 카드를 검사하고 플라스틱 장갑을 낀 채 취급한 뒤 당첨 확인을 했다.

## 미래 계획
맥도날드는 가까운 미래에 확장, 디지털화, 탄소 배출량 감소를 위한 많은 계획을 가지고 있다.
맥도날드는 2027년까지 미국에 900개의 맥도날드 음식점을 추가할 계획이다. 전 세계적으로는 2027년까지 10,000개 이상의 지점을 추가하여 (총 50,000개 음식점)를 만들고자 한다.
맥도날드는 2030년까지 소고기 및 4가지 다른 품목에 대해 글로벌 공급망에서 탈산림화를 제거하기로 약속했다. 또한 2050년까지 탄소 순배출 제로 약속을 통해 전 세계 탄소 배출량을 줄일 계획이다. "아치스 디지털화(Digitizing the Arches)"는 맥도날드의 새로운 이니셔티브이다. 이를 통해 맥도날드는 구글과 파트너십을 맺고 인공지능과 구글 클라우드 기술을 사용하여 음식점을 자동화할 것이라고 발표했다. 또한 2027년까지 맥도날드 로열티 프로그램의 90일 활동 사용자 수를 1억 5천만 명에서 2억 5천만 명으로 확대할 계획이다. 맥도날드는 2027년까지 앱에서 발생하는 디지털 주문 비율을 30%로 늘릴 계획이다.

## 대한민국의 맥도날드
맥도날드 한국법인(한국맥도날드유한회사)은 1988년에 설립되었으며, 한국 최초의 지점은 서울특별시 강남구 압구정동 분당선 압구정로데오역 및 한양쇼핑(現 갤러리아백화점) 건너편에 있었다. 한국 최초의 맥도날드 지점인 것을 강조하기 위해 매장 옥상에 유일하게 공기관처럼 대한민국 태극기와 맥도날드 로고기 2개를 게양하였던 것이 특징이다. 현재는 경기도 포천시 소재 포천DT점(포천시 호국로 894)에서 두 깃발을 이어 받아 게양하고 있다.
대한민국 내 체인점 수로는 4위를 기록하고 있다.
McDonald's는 '맥도널드의' 혹은 '맥도널드네'라는 뜻으로, '맥도널즈'라고 쓰는 것이 외래어 표기법상 맞지만, 대한민국 법인이 '맥도날드'로 상표를 등록함에 따라 대한민국에서는 '맥도날드'로 표기 및 사용하고 있다.

## 갤러리

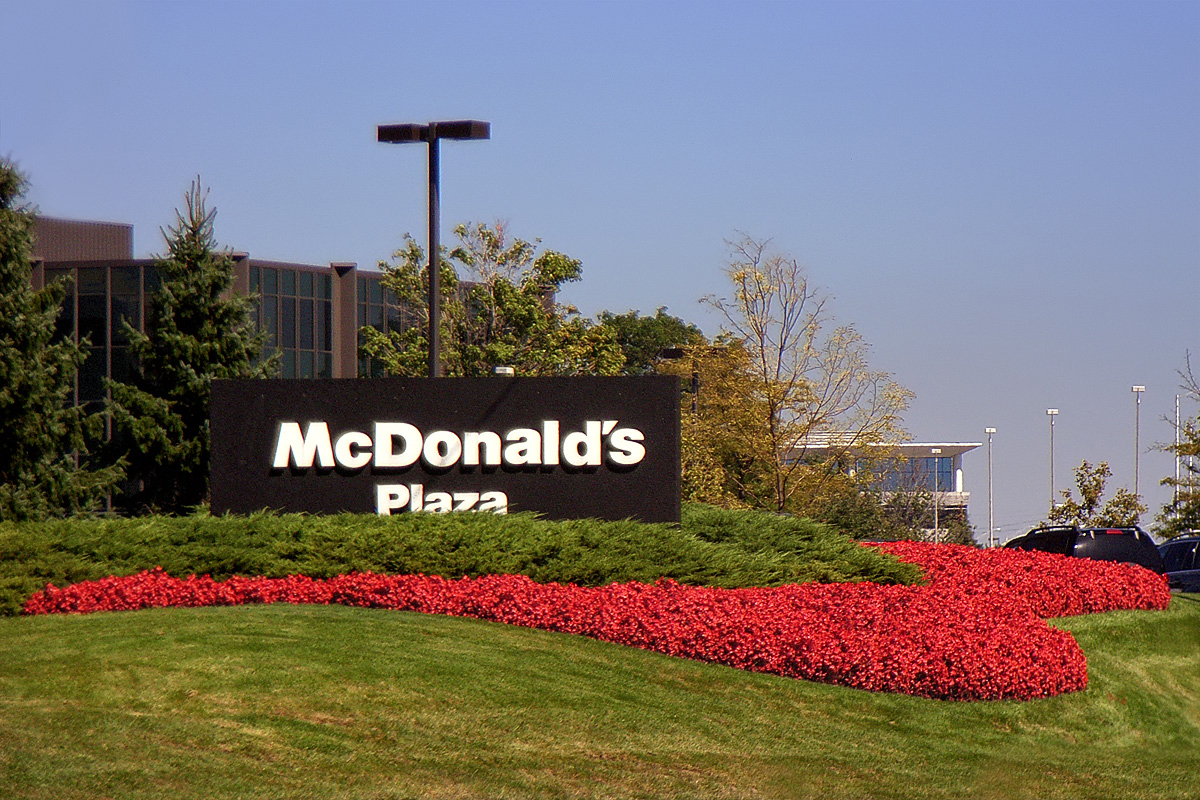
맥도날드 플라자
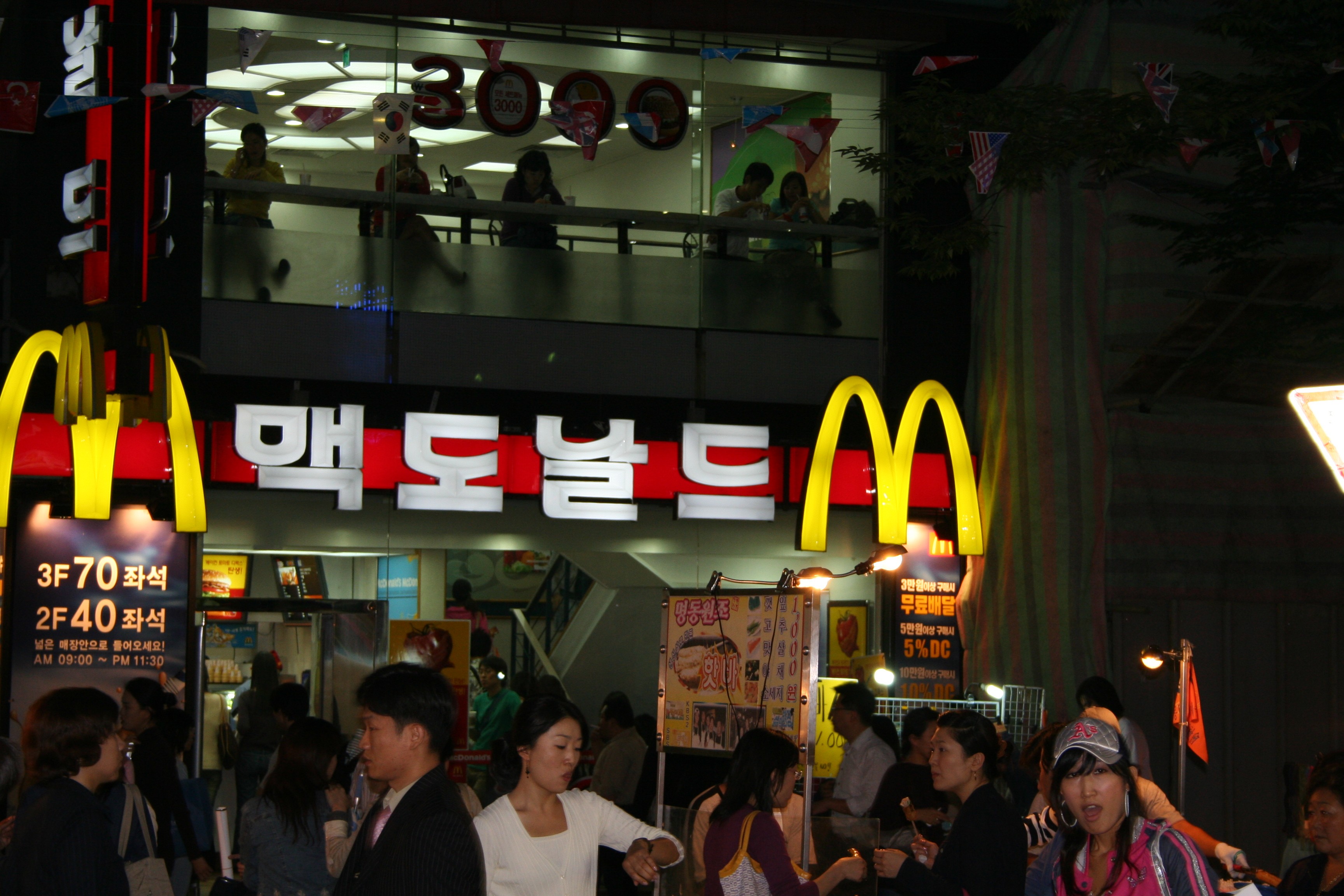
서울특별시에 있는 한 맥도날드 점포
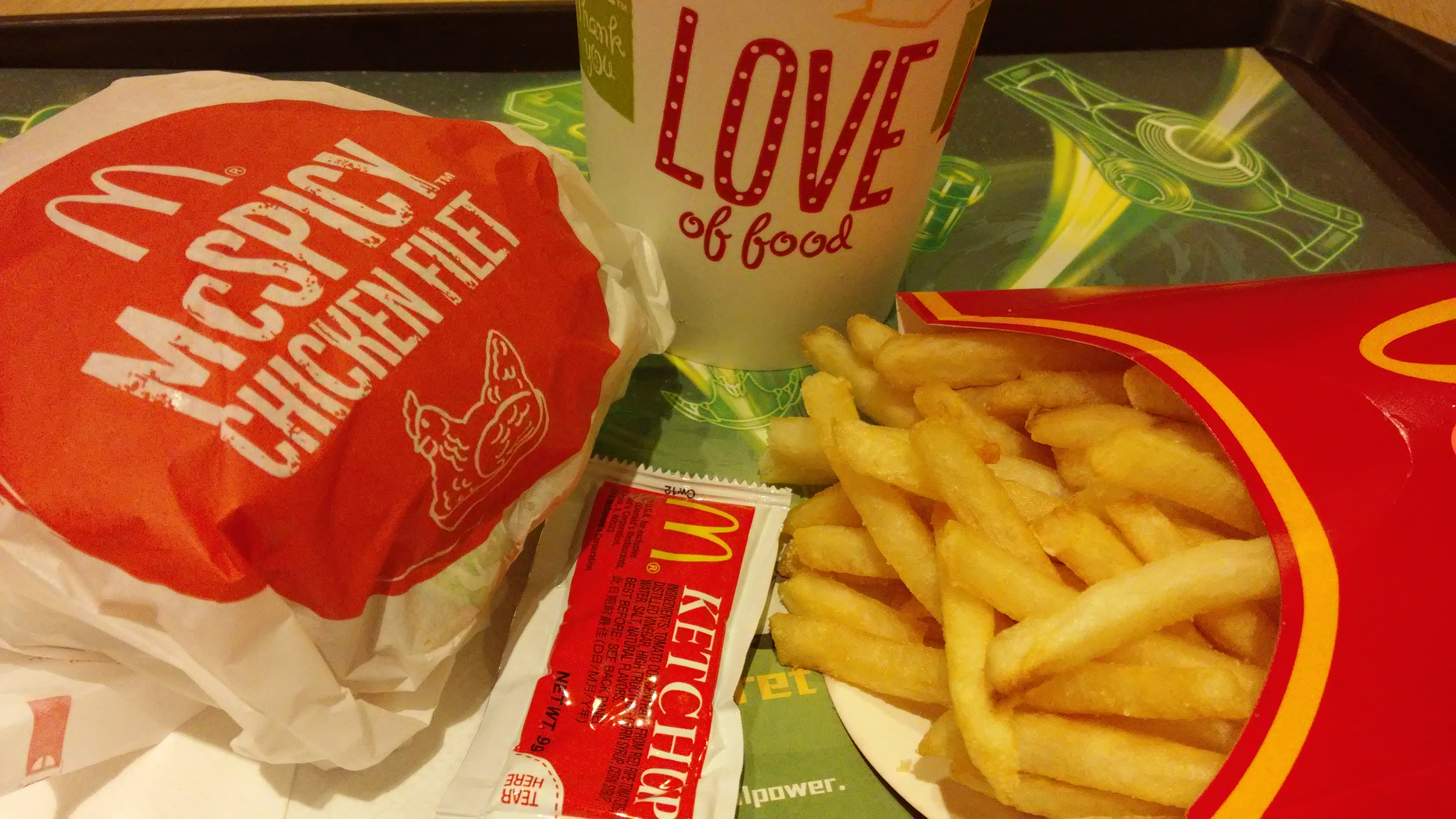
2014년 11월 맥도날드의 햄버거, 감자 튀김, 콜라
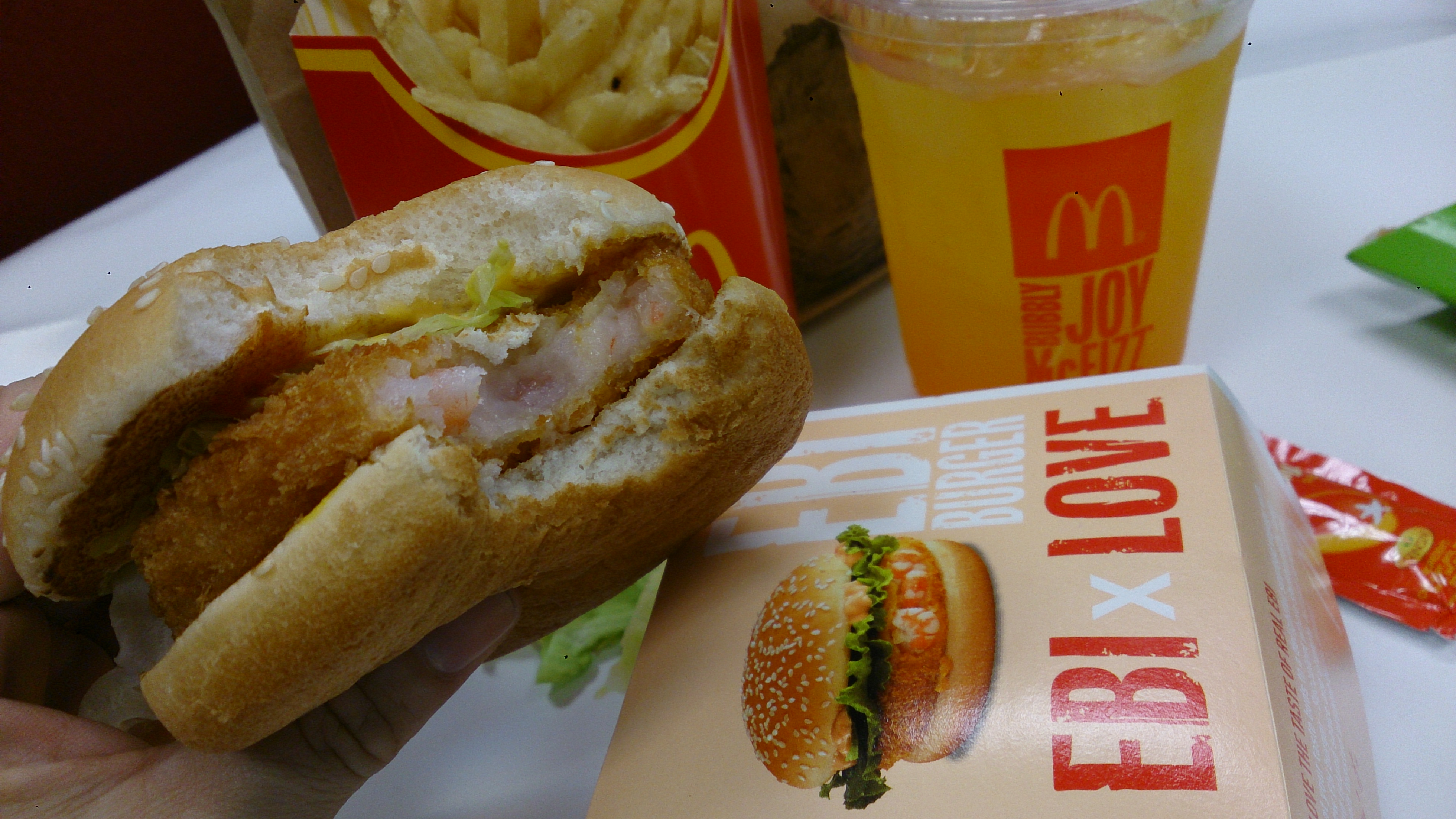
2013년 11월 싱가포르의 한 맥도날드 체인점의 햄버거
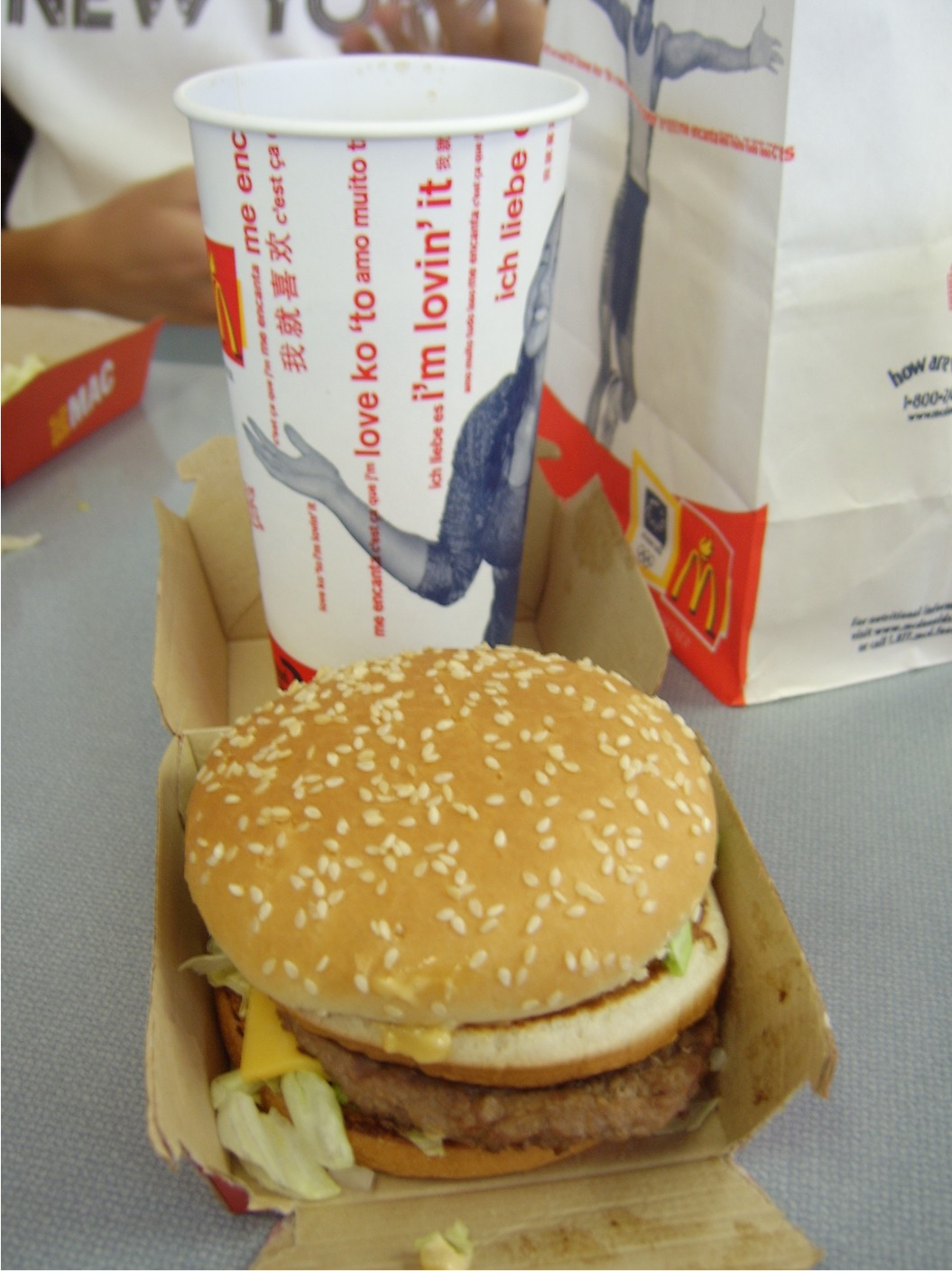
맥도날드의 빅맥
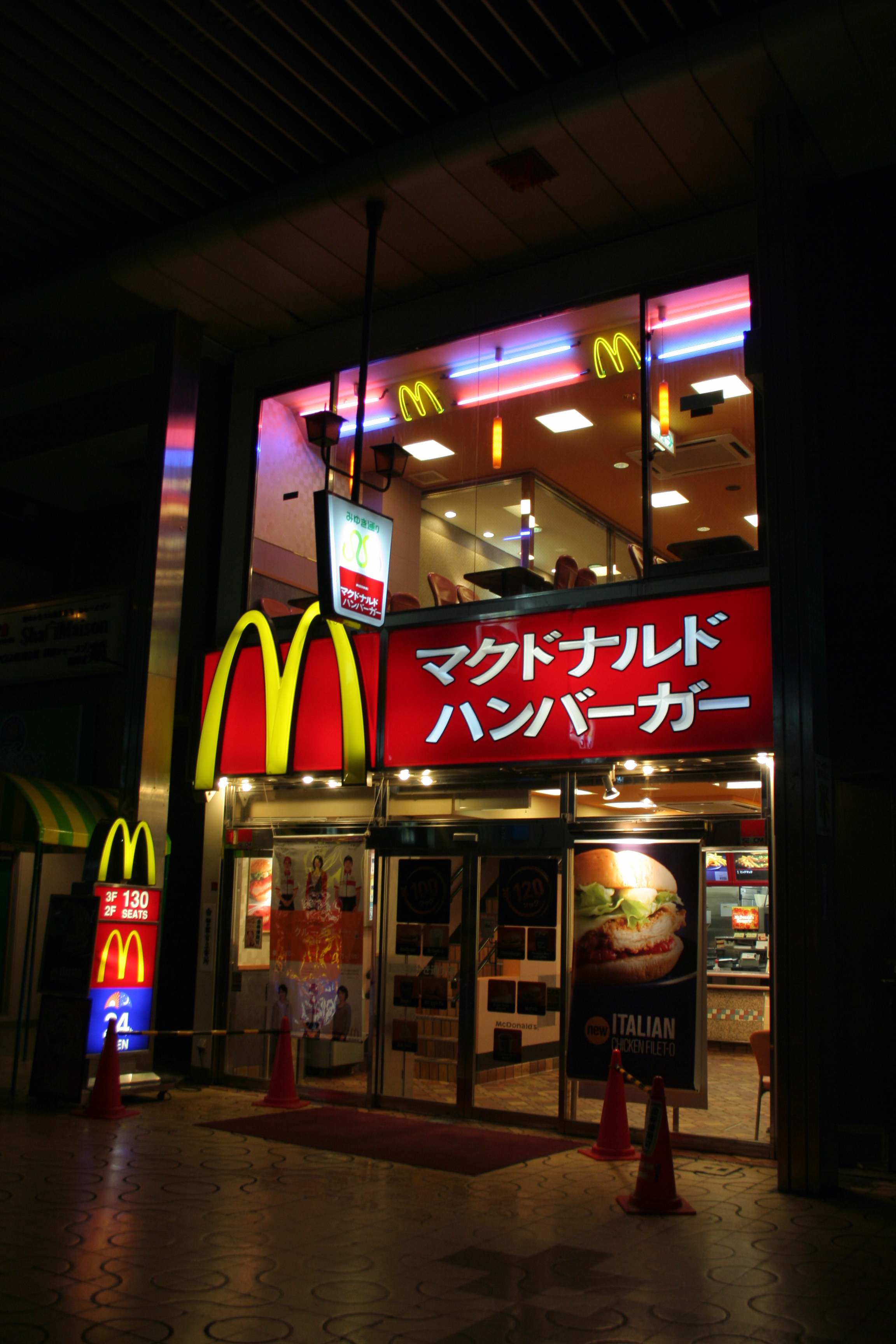
일본 히메지시에 있는 맥도날드 체인점
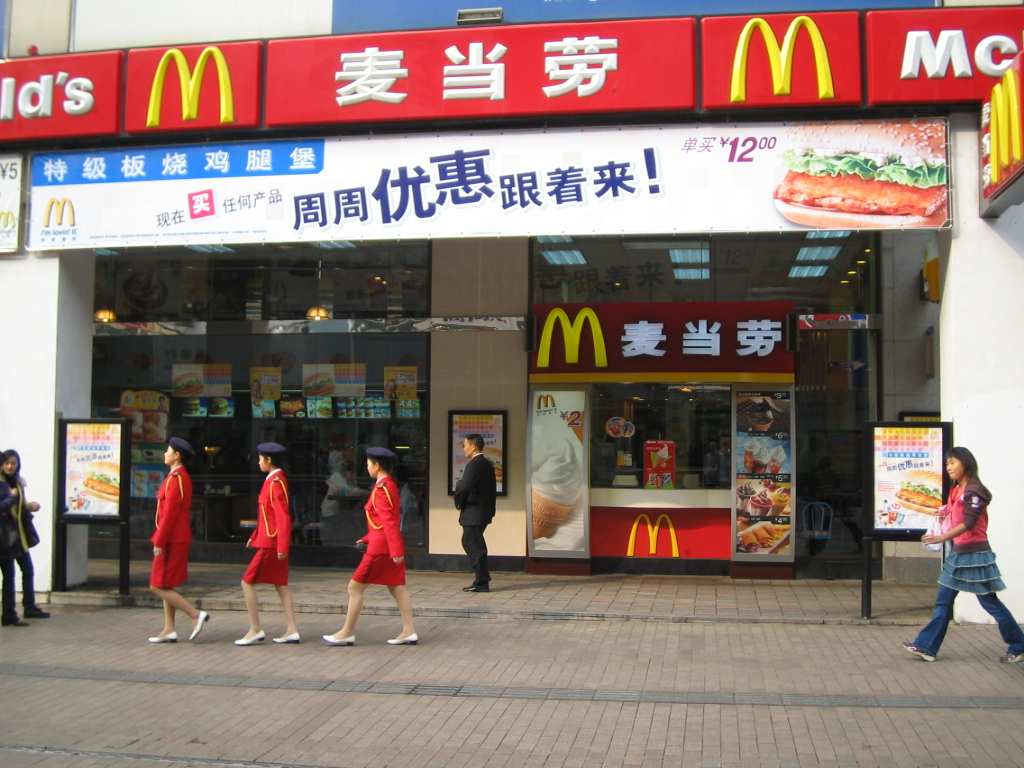
중화인민공화국의 한 맥도날드 체인점
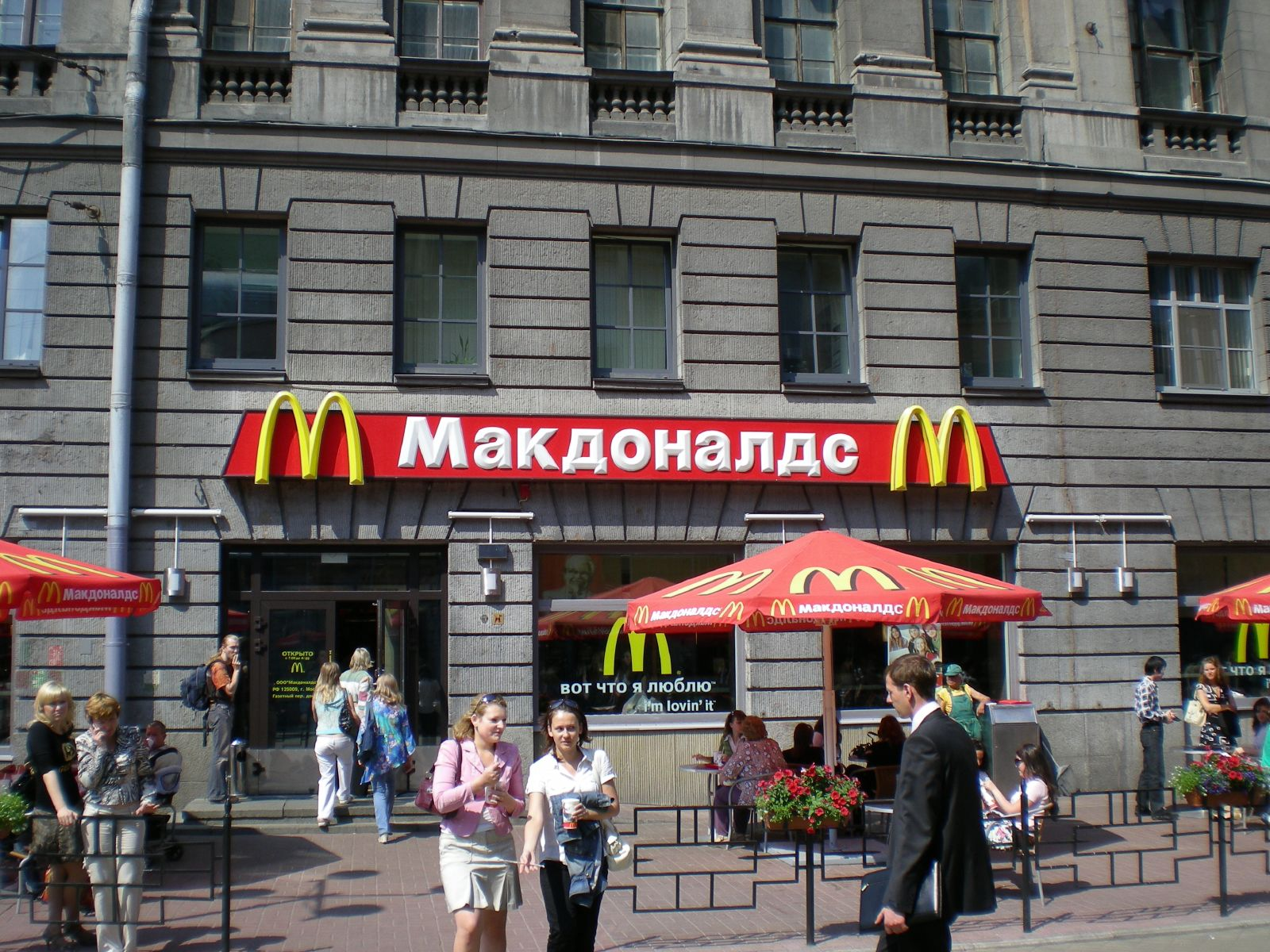
러시아의 한 맥도날드 체인점
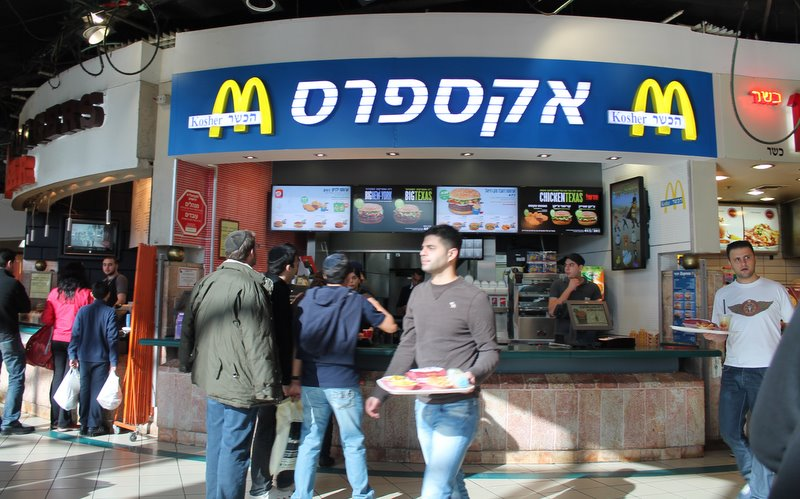
예루살렘에 위치한 맥도날드 체인점
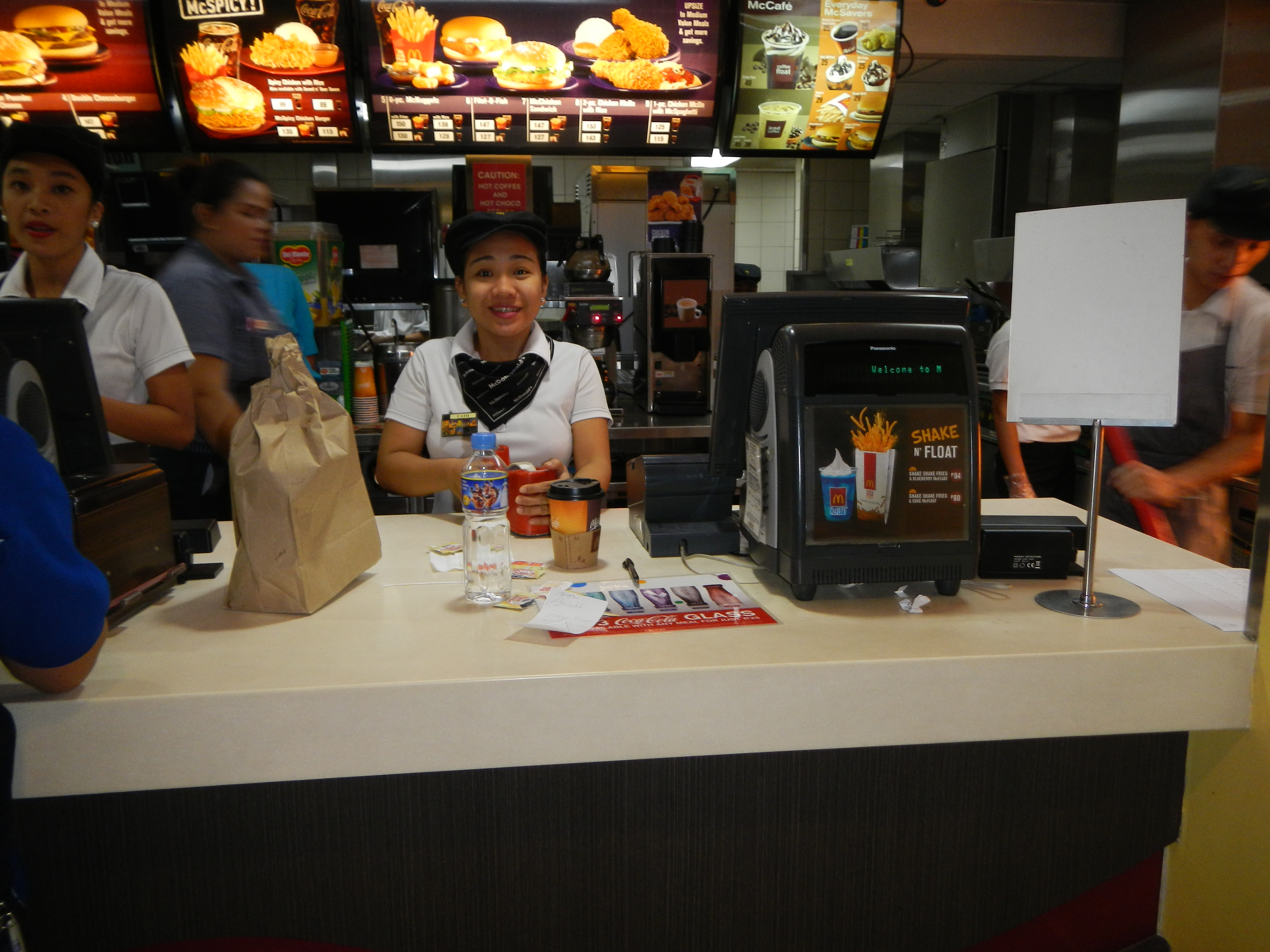
주문을 받고 있는 필리핀에 위치한 맥도날드 종업원
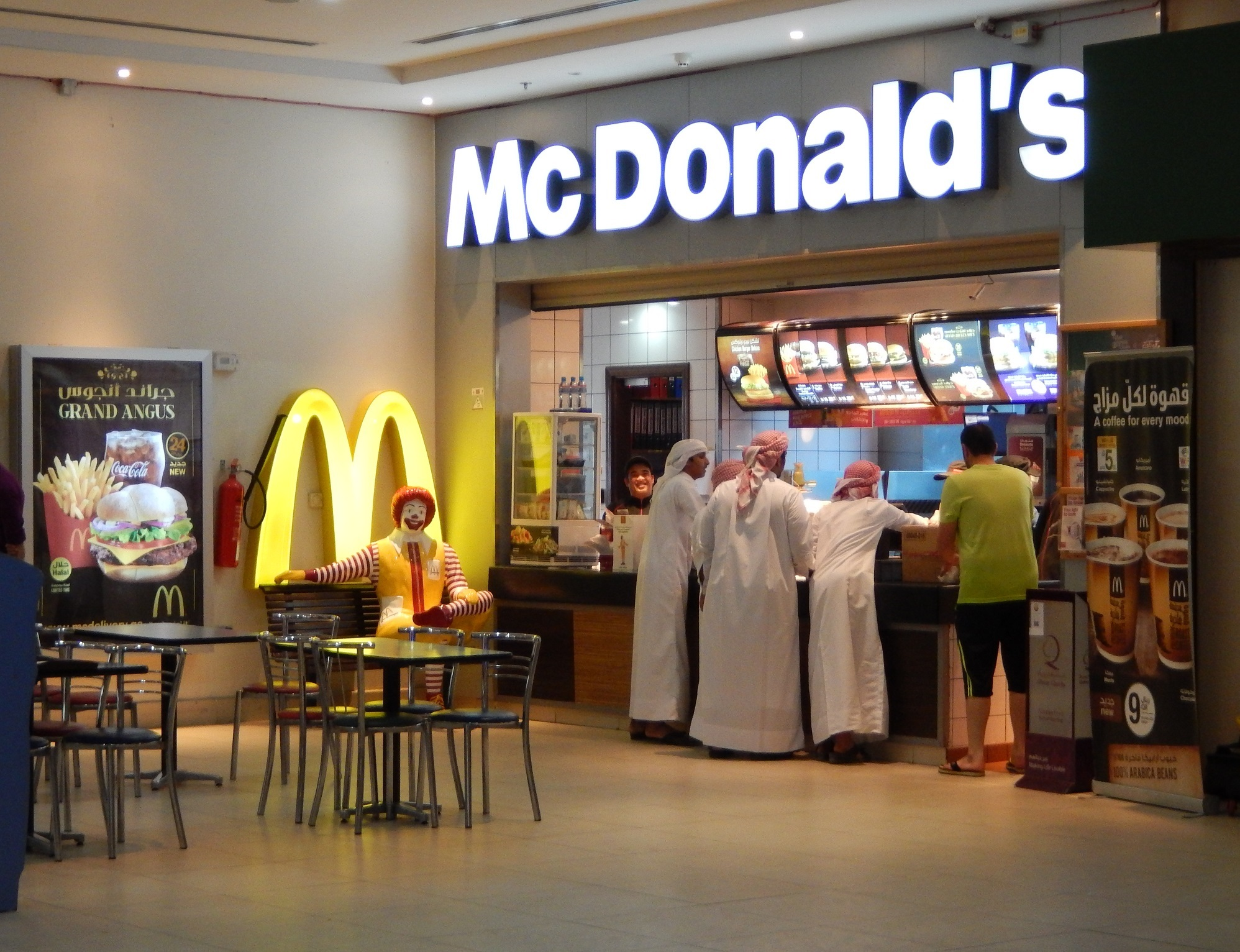
카타르의 한 맥도날드 체인점
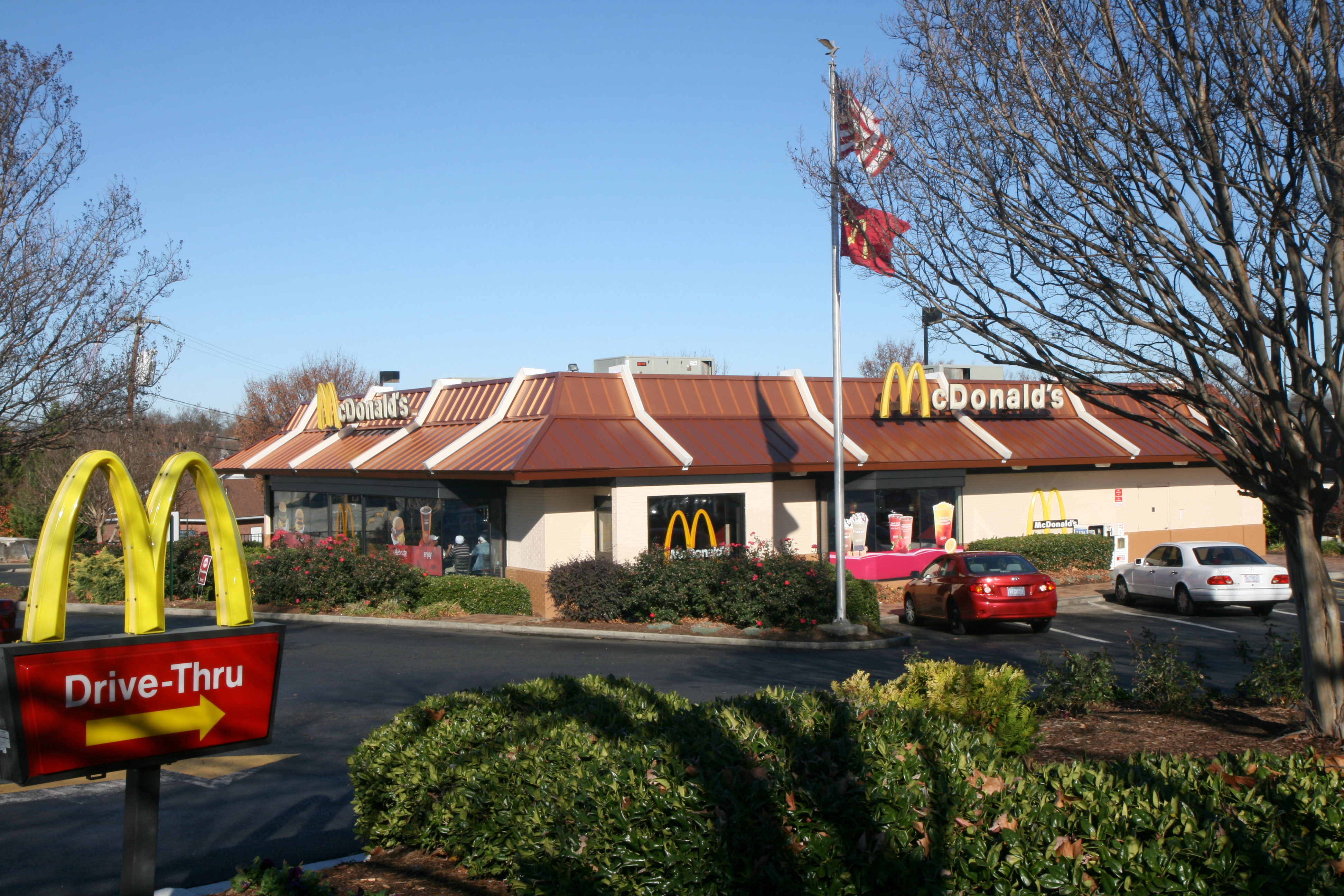
미국 노스캐롤라이나주 더럼에 있는 맥도날드 체인점

## 같이 보기
- 드라이브 스루
- 로널드 맥도날드
- 맥도널드 형제
- 롯데리아
- 맘스터치
- 맥플러리
- 버거킹
- 빅맥
  - 빅맥 지수
- 치킨 맥너겟
- 타코벨
- 웬디스
- KFC
- 파파이스